# 잔 다르크
잔 다르크(프랑스어: Jeanne d'Arc, 문화어: 쟝느 다르크, 1412년 1월 6일 ~ 1431년 5월 30일)는 백년 전쟁에서 활약한 프랑스의 수호성인이다. 오를레앙의 처녀(la Pucelle d’Orléans)라고도 불린다.
영국과 프랑스 간의 백년 전쟁이 진행 중이던 1412년 프랑스 북동부 지방 동레미에서 농부의 딸로 태어났다. 프랑스를 구하라는 천사의 계시를 받았다며 1429년 샤를 7세를 찾아가 신뢰를 얻고 백년 전쟁에 참전하였다. 이후 오를레앙 포위전을 비롯한 여러 전투에서 용감하게 앞장서서 병사들의 사기를 북돋아 프랑스군의 승리를 이끌었고, 이로써 샤를 7세는 랭스 대성당에서 프랑스 국왕으로서의 대관식을 치를 수 있게 되었다. 하지만 1430년 5월경 부르고뉴 군대에 사로잡힌 후 잉글랜드에 넘겨졌다. 잉글랜드는 종교 재판을 통하여 잔 다르크에게 반역과 이단 혐의를 씌운 후에 화형에 처하였다. 당시 그녀의 나이는 20세(만 19세)였다.
그로부터 25년 후에 교황 갈리스토 3세로부터 권한을 위임받은 종교재판소가 잔 다르크에 대한 심사를 재개하였다. 재심 결과 그녀에게 씌워졌던 모든 혐의에 대해서 무죄라는 판결이 내려졌으며 순교자로 선언되었다. 1909년에 잔다르크는 시복되었으며, 1920년 성인으로 시성되었다. 잔 다르크는 투르의 마르티노, 루이 9세, 리지외의 성녀 데레사 등과 더불어 프랑스의 공동 수호성인으로 추대되었다.
오늘날 잔 다르크는 서구 문화에서 가장 대표적인 인물 가운데 하나로 남아 있다. 특히 잔 다르크는 프랑스에서 애국주의의 상징이 되었다. 특히 제1차 세계 대전 때 애국심을 고취하기 위한 선전 소재로 자주 쓰였으며, 군인들은 잔 다르크의 탄생지인 동레미라퓌셀(라퓌셀은 처녀라는 뜻으로, 잔 다르크를 기려 본래의 지명 동레미에 추가되었다)을 순례하기도 했다. 그리고 잔 다르크를 소재로 한 영화와 만화, 소설, 회화 등의 수많은 작품들이 만들어졌다. 잔 다르크는 흔히 깃발을 들고 백마 위에 올라탄 기사의 모습으로 묘사된다.

## 배경

1435년 백년 전쟁 상황 지도. 붉은색이 잉글랜드 영역이고, 푸른색이 프랑스 영토이다.

백년 전쟁은 1337년 프랑스 왕위 계승을 둘러싸고 잉글랜드 플랜태저넷(랭커스터) 왕가와 프랑스 발루아 왕가 간에 분쟁이 일어난 것을 계기로 발발하였다. 백년 전쟁이라고는 하지만, 중간 중간에 여러 이유들로 인하여 휴전 기간이 있었다. 모든 전투는 프랑스 영토 내에서 일어났으며, 잉글랜드군의 공격과 횡포로 인하여 프랑스 경제는 거의 마비 상태에 이르렀다. 프랑스 인구수는 이전 세기에 휩쓸었던 흑사병의 피해 이후 아직 회복 단계에 이르지 못한 상태였으며, 상인들은 외국 시장으로부터 철저하게 고립되어 있었다. 잔 다르크가 등장할 무렵에 잉글랜드는 이미 프랑스 영토를 거의 점령하였으며, 프랑스는 약 30년 동안 단 한번도 승리를 거두지 못한 실정이었다. 역사학자 켈리 드브라이스는 “13세기 프랑스 왕국에는 그림자만이 짙게 드리워져 있었다.”라고 표현하였다.
잔 다르크가 태어난 당시 프랑스 국왕은 샤를 6세였는데, 종종 발작을 일으키곤 하였기 때문에 나라를 제대로 통치하기 어려워하였다. 그리하여 샤를 6세의 남동생인 오를레앙 공 루이와 샤를 6세의 사촌인 부르고뉴 공작 장 간에 프랑스 섭정 및 샤를 6세의 자녀들에 대한 법정 후견인 자리를 놓고 치열한 권력 다툼이 벌어지고 있었다. 이들 간의 다툼은 샤를 6세의 왕비인 바이에른의 이자보와의 간통 및 왕손들의 납치 혐의 고소로까지 격화되었다. 결국 1407년 부르고뉴 공작의 지시로 오를레앙 공작은 암살당하기에 이르렀다.
오를레앙 공을 따르던 세력과 부르고뉴 공작을 따르던 세력은 각각 아르마냐크파와 부르고뉴파라는 이름의 파당을 결성하였다. 프랑스 내에서 이처럼 권력 다툼이 심화되자 잉글랜드 국왕 헨리 5세는 이를 프랑스를 침공할 기회로 여겼다. 그리하여 1415년 잉글랜드군은 아쟁쿠르에서 극적인 승리를 거두고, 프랑스 북부의 여러 도시를 병합하였다. 샤를 6세의 아들이었던 샤를 7세는 형들이 잇달아 사망함으로써 14세의 나이에 프랑스의 제1왕위계승자인 도팽의 자리에 올랐다. 그의 첫 번째 정치적 행보는 1419년 부르고뉴 공작과 평화조약을 맺은 것이었다. 그러나 이 조약은 아르마냐크파 사람들이 도팽 샤를이 안전을 직접 보증하고 열린 회담장에서 부르고뉴 공작 장을 암살함으로써 재앙으로 끝났다. 새 부르고뉴 공작이 된 필리프는 부친이자 전직 부르고뉴 공작의 암살 문제로 도팽 샤를을 배척하고 잉글랜드와 손을 잡았다. 그리하여 프랑스 영토의 상당 부분이 잉글랜드-부르고뉴 동맹 측에 넘어가게 되었다.
1420년 프랑스 왕비 이자보는 프랑스 왕위 계승권을 아들인 도팽 샤를 대신에 잉글랜드의 헨리 5세 국왕과 그의 후계자에게 넘긴다는 내용의 트루아 조약을 체결하였다. 그러자 이자보 왕비와 사망한 오를레앙 공작 사이에 일어났던 스캔들이 다시 수면 위로 떠올랐으며, 도팽 샤를이 샤를 6세의 친자가 아니라는 주장까지 제기되었다. 헨리 5세와 샤를 6세는 1422년에 각자 후사를 남긴 채 2개월 간격을 두고 사망하였으며, 헨리 5세의 아들인 헨리 6세는 잉글랜드와 프랑스 두 왕국의 군주가 되었다. 헨리 6세는 아직 나이가 어렸기 때문에 헨리 5세의 동생인 랭커스터의 존(베드포드 공작)이 섭정의 자리에 올랐다.
1429년 초에는 프랑스 북부의 거의 모든 지역과 남서부의 일부 지역이 모두 잉글랜드의 지배하에 놓여 있었다. 부르고뉴파가 랭스를, 잉글랜드는 파리를 거점으로 통치하였는데, 랭스는 전통적으로 프랑스 국왕의 대관식이 열리는 장소였다. 이것은 매우 중요한 문제였는데, 왜냐하면 아직 어느 쪽 프랑스 왕위 주장자도 공식적으로 프랑스 국왕으로서 대관식을 거행하지 않았기 때문이다. 잉글랜드는 프랑스 왕실을 지지하는 얼마 안 남은 도시 가운데 한 곳이자 루아르 강을 따라 있는 전략적 요충지인 오를레앙을 공성전으로 공략하였는데, 오를레앙은 잉글랜드가 프랑스의 남은 지역을 공략하는데 있어서 마지막으로 거쳐야 하는 장애물이었다. 어떤 현대 역사학자는 당시 상황을 가리켜 “프랑스 왕국 전체의 운명이 오를레앙에 달려 있었다.”라고 표현하였다. 오를레앙이 잉글랜드의 파죽지세 같은 공격을 오래 버틸 수 있다고 판단하는 이는 아무도 없었다.

## 생애

### 신의 계시

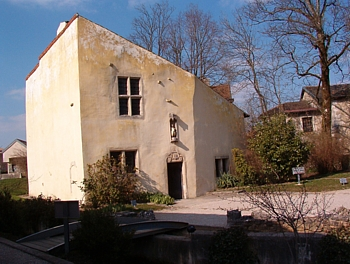
잔 다르크의 생가. 현재는 박물관으로 개조되어 이용 중이다.

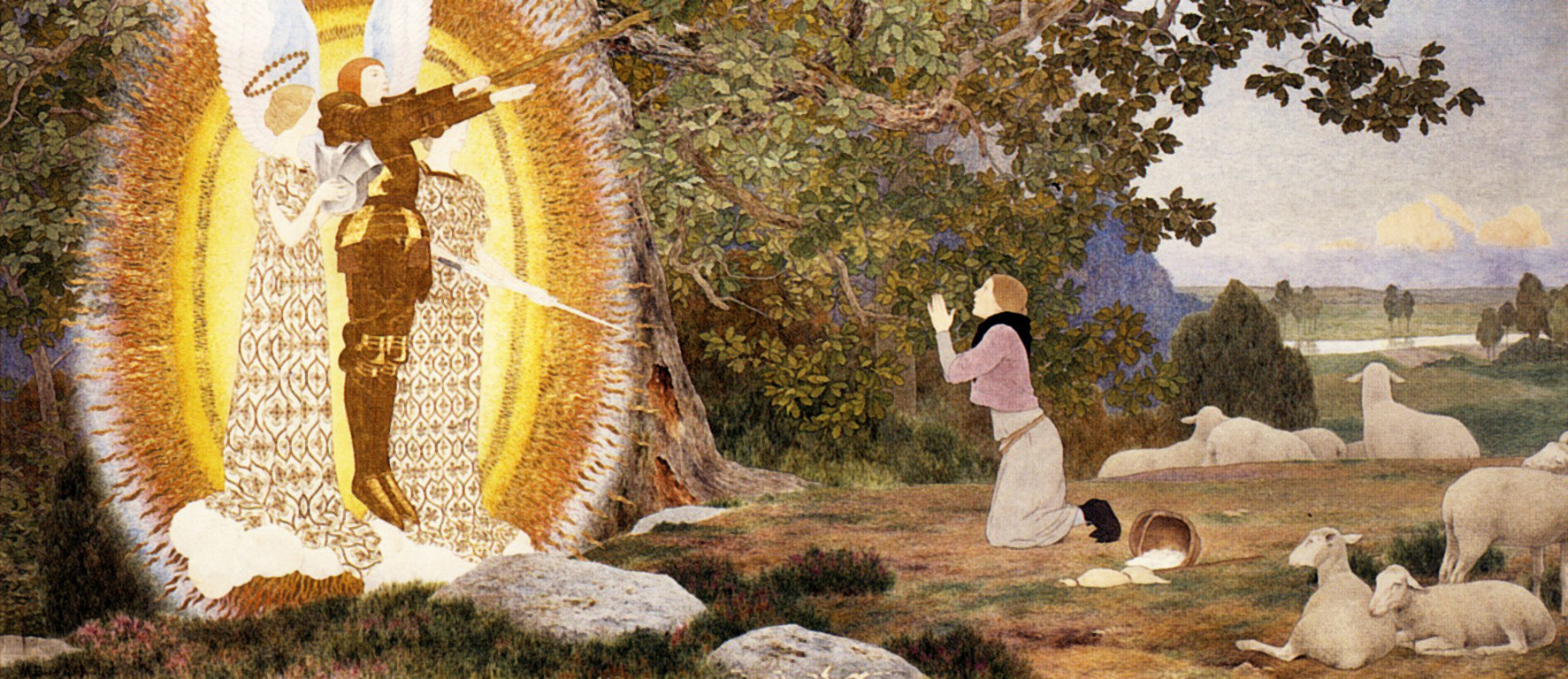
성 미카엘과 성녀 가타리나, 성녀 마르가리타로부터 하느님의 계시를 받는 잔 다르크. 1911년 그림.

잔 다르크는 프랑스 동부의 바 공작령(오늘날의 로렌 주)에 있는 작은 마을 동레미(오늘날의 동레미라퓌셀)에서 자크 다르크와 이사벨 루미의 딸로 태어났다. 잔 다르크의 부모는 약 50에이커(20헥타르) 정도 되는 땅을 소유하였으며, 그녀의 아버지는 농사 외에도 마을의 말단 관리로써 세금 징수와 치안을 담당하였다. 당시 동레미가 있는 지역은 부르고뉴파의 영토에 둘러싸여 있으면서도 프랑스 왕가에 대해 변함없이 충성을 바치고 있었다. 잔 다르크가 어린 시절에 몇 번 적군의 공격을 받았으며, 한 번은 그녀가 살던 마을이 불태워진 적도 있었다.
잔 다르크는 법정에 섰을 당시 자신의 나이를 대략 19세쯤 되었을 것이라고 진술하였으므로, 1412년경에 태어났을 것으로 추정된다. 잔 다르크는 그녀의 나이 13세 때인 1425년에 환시를 체험하였다. 그녀의 증언에 따르면, 하루는 들판에 혼자 있었는데 성 미카엘과 성녀 가타리나 그리고 성녀 마르가리타가 그녀 앞에 나타나 잉글랜드군을 몰아내고 도팽 샤를을 대관식을 위해 랭스로 데려가라는 하느님의 말씀을 전해주었다고 한다. 그들이 하느님의 말씀을 전하고 떠나자 잔 다르크는 눈물을 흘렸는데, 그 이유는 그들이 너무나도 아름다웠기 때문이다. 영국 왕실 도서관 사본에는 잔 다르크가 잉글랜드군에 붙잡혀 마녀 재판을 받을 당시 기록에 다음과 같은 잔 다르크의 진술 내용이 씌어 있다.
| “ | 13세 때 동레미에 있는 아버지 집 정원에서 나는 어떤 목소리를 들었다. 그것은 성당이 있는 오른쪽에서 굉장한 광휘에 휩싸여 내 쪽으로 오고 있었다. 맨 처음에는 겁을 먹었으나, 나는 곧 그것이 여태껏 내 주위에서 나를 따라다니며 지시를 내려주던 천사의 목소리임을 깨달았다. 그는 성 미카엘이었다. 나는 성녀 가타리나와 성녀 마르가리타 역시 보았는데, 그들은 나에게 말을 걸고 훈계하며 내가 취할 행동을 알려주었다. 나는 어느 것이 어떤 성인의 말인지 쉽사리 분간해낼 수 있었다. 항상 그런 것은 아니었지만, 대개의 경우 그들은 광휘를 동반하고 있었다. 그들의 목소리는 친절하고 다정했다. 그들은 사람의 모습으로 내 눈앞에 나타났다. 나는 그들을 눈으로 똑똑히 보았고, 지금도 그들을 보고 있다. | ” |

16세 때, 잔 다르크는 친척 듀랑에게 동레미 인근의 보쿨뢰르로 데려가 달라고 요청하였다. 보쿨뢰르에 간 잔 다르크는 그곳에서 프랑스군 경비대 대장을 맡고 있던 로베르 드 보드리코르에게 가서 시농에 피신해 있는 프랑스 궁정을 방문할 수 있게 허락해 달라고 요청하였다. 하지만 로베르는 잔 다르크를 그냥 무시해 버렸다. 하지만 잔 다르크는 이에 좌절하지 않고 지속적으로 찾아와 요청하였으며, 이를 로베르 휘하에 있던 장 드 메츠와 베르트랑 드 폴뤼니가 눈여겨보게 된다. 이들의 지지를 받아 잔 다르크는 로베르를 다시 만난 자리에서 자신에게 오를레앙의 어려운 상황을 타개할 수 있는 묘책이 있다고 말하였다.

### 도팽 알현

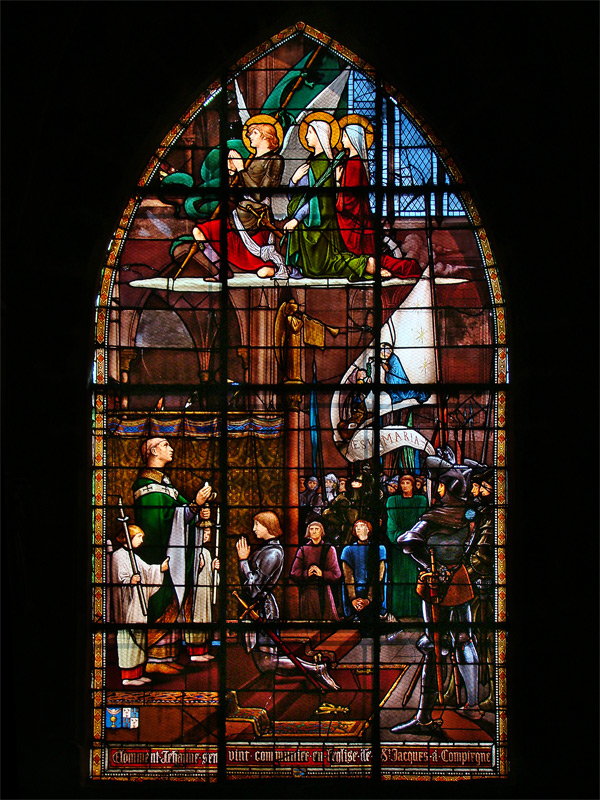
프랑스 생자크 성당에 있는 스테인드글래스. 출정식에 앞서 영성체를 하는 잔 다르크가 묘사되어 있다.

로베르 드 보드리코르는 지속적인 잔 다르크의 열정에 감동하여 결국 그녀에게 호위를 붙여 시농으로 갈 수 있게 배려해주었다. 잔 다르크는 남장을 하고 적대 세력인 부르고뉴 영토를 가로질러 시농 성으로 갔다. 시농에 있는 프랑스 궁정에 도착한 잔 다르크는 도팽 샤를을 알현하였다. 반신반의하던 도팽은 잔 다르크를 직접 만나본 후에 그녀의 도덕심과 의지에 감탄했다. 전해지는 이야기에 따르면, 도팽은 과연 잔 다르크가 하느님이 보낸 사자인지를 시험하기 위해 자신의 옷을 시종에게 입혀 옥좌에 앉혀놓고 자기는 변장을 한 채 가신들 속에 섞여 있었다고 한다. 그러나 잔 다르크는 방에 들어오자마자 바로 초라한 차림의 도팽 앞으로 다가가 경의를 표했다는 것이다. 한편, 도팽 샤를의 장모인 아라곤의 욜란다는 오를레앙을 구원하기 위한 원정대를 편성하기 위한 자금을 대주고 있었다.
잔 다르크는 도팽 샤를에게 자신에게 기사가 착용하는 갑옷과 무기는 물론 군대를 이끌 수 있는 지휘권을 달라고 요청하였다. 잔 다르크는 자신의 갑옷과 말, 칼, 깃발 등의 군사 원정 시 필요한 물품들을 모두 기증을 통해 어렵게 받았다. 역사학자 스티븐 W. 리키는 프랑스 왕실이 잔 다르크의 주장에 동조하여 그녀를 전폭적으로 지원한 이유에 대해서 당시 거의 붕괴하기 일보 직전에 있었던 프랑스 왕실에 있어서 잔 다르크가 이러한 난국을 타개해줄 유일한 희망으로 보였기 때문이라고 설명하였다.
잔 다르크는 도착하자마자 장기간에 걸친 잉글랜드와 프랑스 간의 분쟁을 종교전쟁으로 효과적으로 전환시켰다. 그러나 이러한 그녀의 행보에는 위험이 따랐다. 샤를의 신하들은 잔 다르크가 이단자나 마녀가 아니라는 확증 없이 섣불리 그녀를 지지하며 도와주었다가는, 적들에게 악마 숭배자라는 비난을 받을 수 있다고 조언하였다. 그리하여 샤를은 잔 다르크에 대한 신원을 조사하는 한편 그녀의 신앙심과 도덕성 등을 알아보기 위해 푸아티에에서 종교적 심사를 할 것을 지시하였다. 1429년 4월 조사단은 잔 다르크가 ‘흠잡을 구석이 없는 인생을 살아왔으며, 독실한 기독교 신자이며, 겸손함과 정직함 그리고 소박함의 덕목을 갖추었다’고 보고하였다. 푸아티에의 신학자들은 잔 다르크가 받았다고 주장한 하느님의 계시에 대해서는 판단을 유보하였다. 그렇지만 그녀의 주장에서 이단이나 미신적인 요소는 발견되지 않았으며, 따라서 그녀가 하느님으로부터 특별히 거룩한 임무를 받았다고 봐도 무리는 없다는 의견을 샤를에게 전달하였다.
이것만으로도 샤를에게는 충분하였지만, 신하들은 여전히 잔 다르크를 의심하며 신뢰하지 말라고 조언하였다. 결국 잔 다르크의 주장의 진실성은 오를레앙에 대한 잉글랜드군의 포위 공격을 푸는 것밖에 다른 길이 없었다.

### 전투중 활약

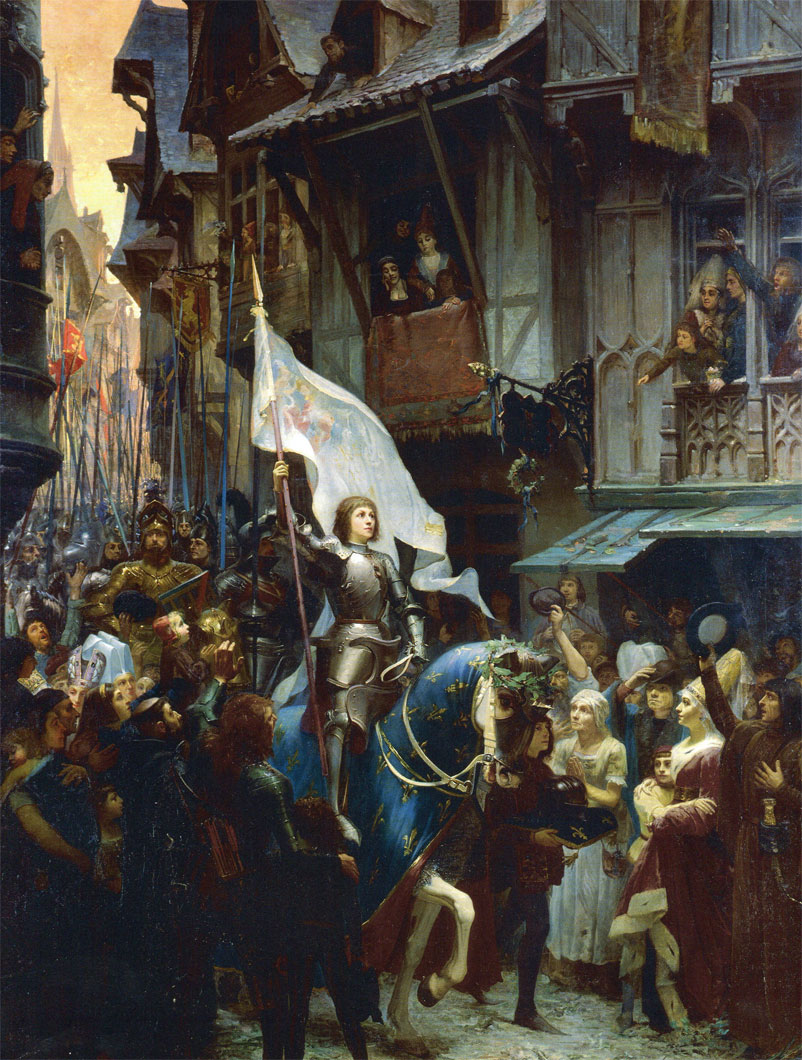
오를레앙 방어전에서 승리하고 개선하는 잔 다르크. 장 자크 셰러의 작품.

1429년 4월 29일 잔 다르크는 잉글랜드군의 포위를 받은 오를레앙에 도착하였다. 그러나 오를레앙을 지키는 프랑스군 지휘관이었던 장 도를레앙은 그녀를 전투회의에서 배제시키고 적군과 교전할 때 이 사실을 알리지 않는 등 무시하기 일쑤였다. 하지만 잔 다르크는 이에 굴하지 않고 어떻게 해서든지 회의 및 전투에 참여하려고 노력하였다. 사실 잔 다르크의 실제 군사적 지도력이 어느 정도였는지에 대해서는 역사학계 내에서 아직도 의견이 분분하다. 전통적인 역사학자들 사이에서는 잔 다르크가 순전히 앞에서 깃발을 휘두르며 병사들의 사기를 북돋아주는 역할을 수행했을 뿐이라는 의견이 많다. 이러한 견해는 그녀가 마녀재판을 받을 당시 재판관에게 한 진술을 토대로 한 것이다. 당시 재판장에서 잔 다르크는 자신은 칼보다는 군기를 더 선호한다고 증언하였다. 하지만 최근 들어서는 잔 다르크가 군 지휘관으로서 통솔력이 뛰어났을 뿐만 아니라 수준급의 전략가로 보는 주장이 제기되고 있다. 일례로 스티븐 W. 리키는 잔 다르크가 “전쟁의 흐름을 뒤바꾼 놀라운 일련의 승리들 속에서 군대를 계속해서 이끌었다.”라고 평가하였다. 그러나 잔 다르크가 백년 전쟁에서 프랑스에게 불리하던 전세를 뒤엎는 데 결정적인 역할을 했다는 사실에 대해서는 모두가 동의하고 있다.
잔 다르크는 프랑스군 지휘관들의 신중한 전략들을 전면 거부하였다. 잔이 오기 전 5개월간의 포위 기간 중에 오를레앙을 방어하던 프랑스 군사들은 딱 한번 공격적으로 나섰지만, 처참한 실패로 끝났었다. 그해 5월 4일 프랑스군은 생루 요새를 공격하여 탈환하였다. 뒤이어 5월 5일에는 생장르블랑 요새로 진격하였다. 다음날 잔 다르크는 참모회의에서 장 도를레앙의 의견에 반대하고, 적군을 재차 공격하자고 주장하였다. 장 도를레앙은 전투를 피하기 위해 성문을 모두 걸어 잠그라고 지시하였지만, 잔 다르크는 성내 주민들과 병사들을 이끌고 성주에게 가서 문을 열라고 요구하였다. 장군 한 명의 도움을 받아 잔 다르크는 군대를 이끌고 성 밖으로 나가서 생아구스탱 요새를 탈환하였다. 그날 밤 오를레앙에서 프랑스군 지휘관들은 참모회의에서 잔 다르크를 배제한 채 지원군이 올 때까지 기다리기로 결정하였다. 하지만 잔은 5월 7일에 잉글랜드군의 주요 요새인 르투렐르 요새를 공격하자고 주장하였다. 당시 사람들은 그녀가 전투 도중에 목에 화살을 맞고서도 살아남아 전투를 지휘한 모습을 보고 그녀를 영웅으로 보게 되었다.
잔 다르크의 영웅적인 활약으로 프랑스군은 오를레앙에서 크게 승전을 거두었다. 잉글랜드군은 기세가 오른 프랑스군이 파리나 노르망디를 재탈환하기 위해 나설 것이라고 예상하였다. 하지만 잔 다르크는 이러한 잉글랜드의 예상을 깨고 도팽 샤를의 대관식을 위하여 랭스를 탈환하고자 하였고, 이를 위해 루아르 강 인근에 있는 교량을 확보하고자 하였다. 잔은 이러한 자신의 계획을 도팽에게 설명하면서 알랑송 공작 장 2세와 더불어 프랑스군의 지휘권을 자신에게 줄 것을 요청하였다. 이러한 그녀의 주장은 굉장히 대담한 것이었다. 왜냐하면 랭스는 파리보다 약 두 배나 더 멀리 떨어져 있었으며, 적군의 영역 깊숙한 곳에 자리 잡고 있었기 때문이었다.

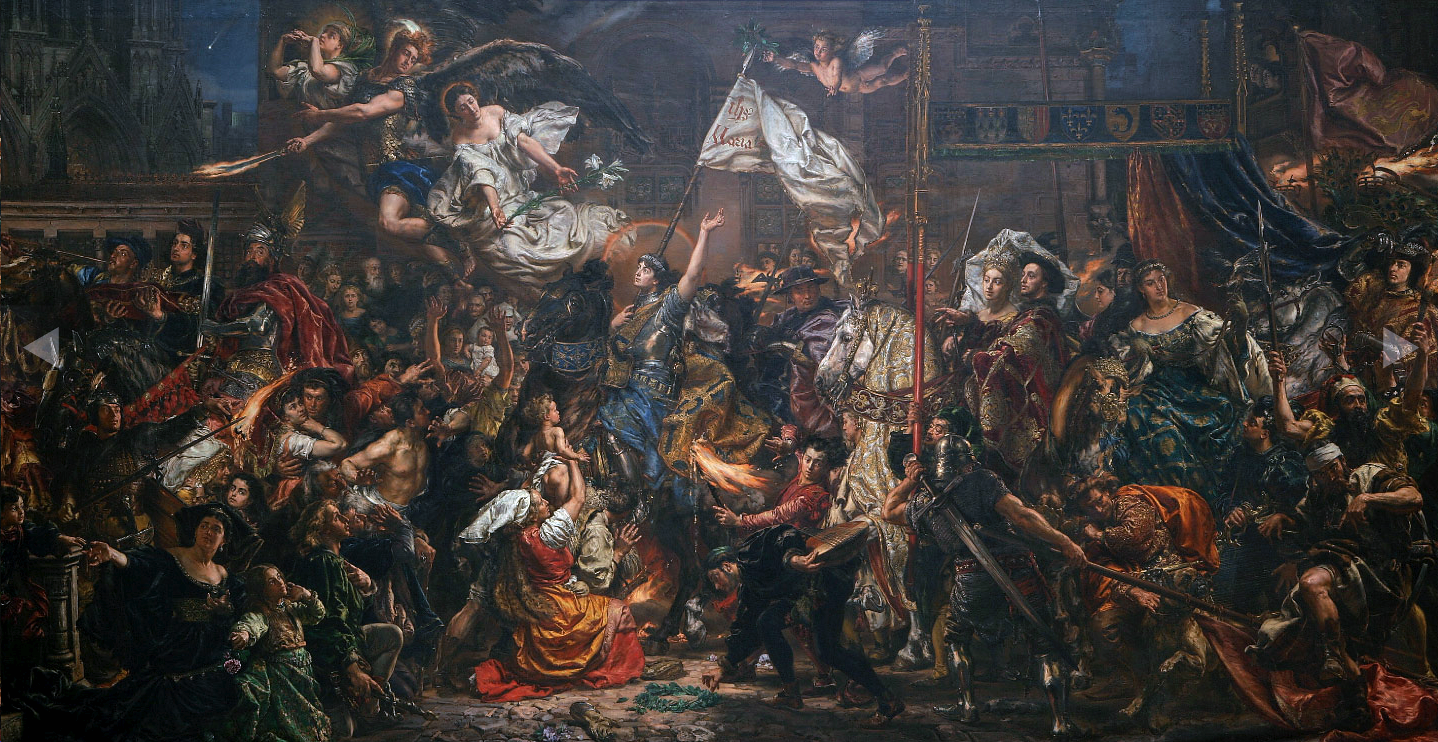
1429년 잔 다르크의 랭스 입성. 얀 마테이코의 작품.

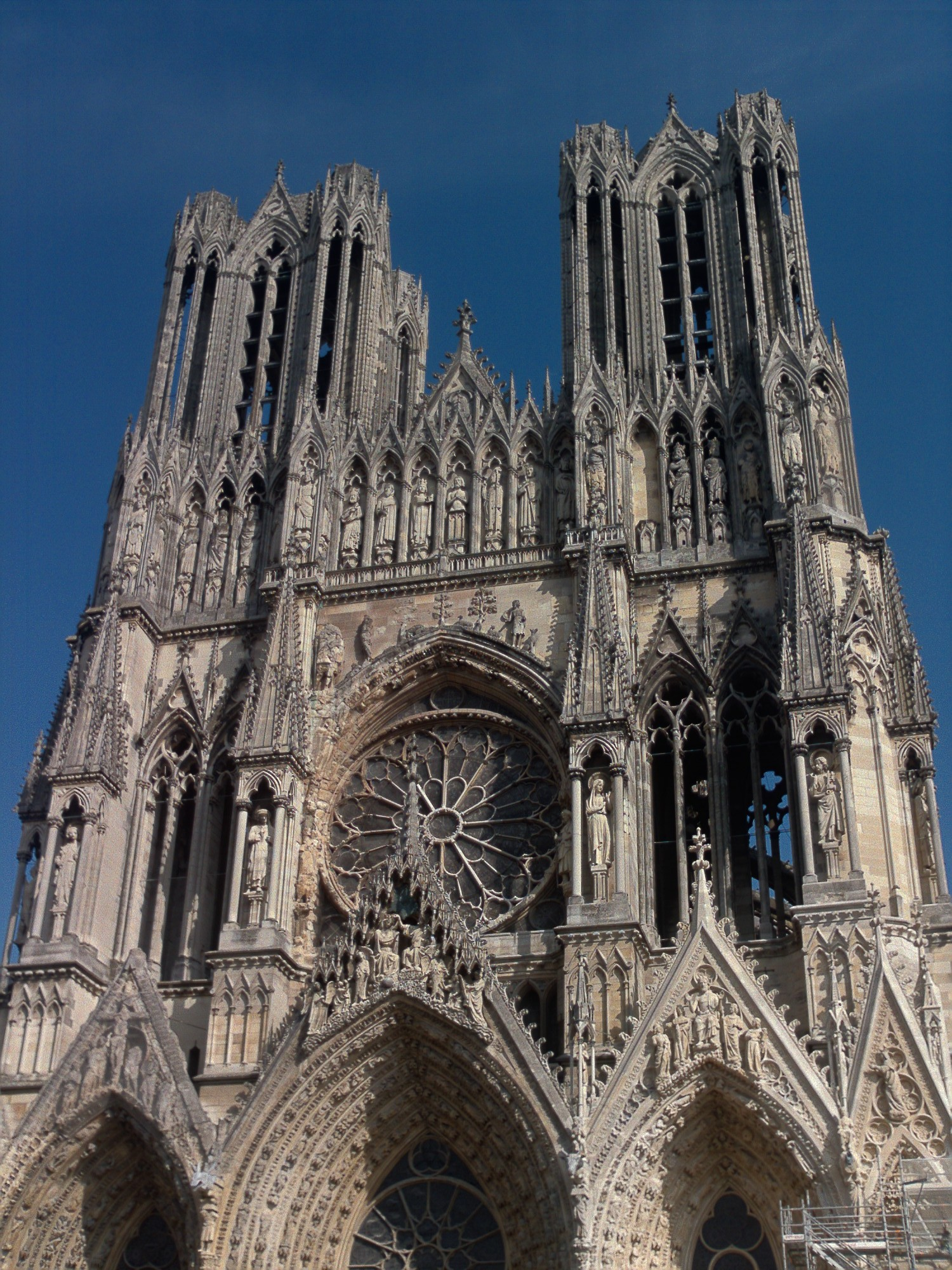
랭스 대성당. 전통적으로 이곳은 역대 프랑스 왕들의 대관식이 열렸던 곳이다. 샤를 7세의 대관식도 이곳에서 거행되었다.

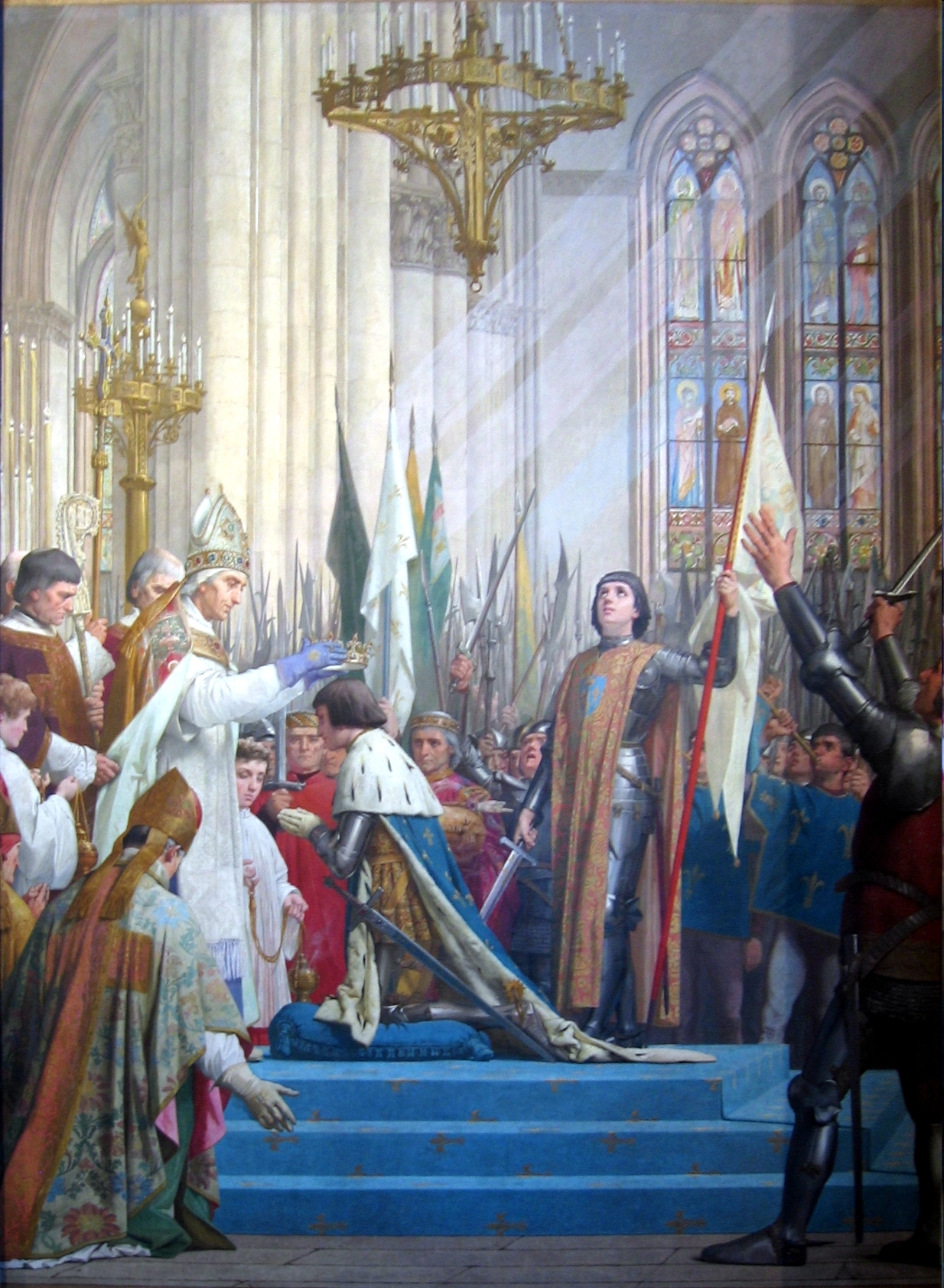
샤를 7세의 대관식에 참석한 잔 다르크. 팡테옹의 벽화.

도팽의 허락을 받은 잔은 군대를 이끌고 6월 12일에 자제오를, 6월 15일에 멍서르와르를, 그리고 6월 17일에는 보장시를 탈환하였다. 처음에는 잔을 못미더워하던 장 도를레앙을 비롯한 다른 지휘관들도 오를레앙에서의 그녀의 활약에 깊은 인상을 받고 결국 그녀의 열렬한 지지자로 선회하였다. 알랑송 공작은 잔이 와서 그에게 대포가 곧 날아와 덮칠 것이라고 경고하고 재빨리 피신시켜 다행히 목숨을 건질 수 있었다며 그녀에게 감사해하기도 하였다. 한편 잔은 전투 와중에 성곽공격용 사다리를 타고 올라가다가 적군의 투석기가 쏜 돌멩이를 머리에 맞고도 버텨냈다. 6월 18일 존 패스톨프 장군이 이끈 구원군이 도착해서 잉글랜드 방어군에 합류하였다. 파타이 전투는 흡사 아쟁쿠르 전투와 비견될 수 있는데, 결말은 정반대였다. 잉글랜드 궁수들이 수비 준비를 채마치기도 전에 프랑스 선발대가 공격하였다. 그리하여 잉글랜드군의 주요 전력이 모조리 분쇄되고 지휘관들의 대부분이 전사하거나 포로로 사로잡힘으로써 잉글랜드의 패배로 끝나버렸다. 지원하러 온 존 패스톨프는 살아남은 소수의 병사들과 함께 달아나버렸다. 반면에 프랑스군은 거의 손실을 입지 않았다.
프랑스군은 6월 29일에 지앙수루아르에서 랭스로 진격하였으며, 7월 3일 부르고뉴파가 장악하던 오세르에게 조건부 항복을 받아냈다. 그리고 프랑스군의 행로에 있던 다른 도시들 역시 아무런 저항 없이 순순히 프랑스 동맹에 복귀하였다. 도팽 샤를의 왕위계승권을 박탈하려고 했던 조약 장소였던 트루아는 4일간 공격 없는 포위에 결국 백기를 들고 항복하였다.
7월 16일 랭스는 프랑스군에게 성문을 열어주었다. 도팽 샤를의 대관식은 다음날 아침 1429년 7월 17일 랭스 대성당에서 성대하게 거행되었다. 이로써 5년 동안이나 공석이었던 프랑스 국왕이 탄생하였으며, 샤를 7세는 프랑스의 국왕으로서 그 정통성을 인정받게 되었다. 대관식이 끝나자 잔 다르크는 샤를 7세 앞에 무릎을 꿇고 “폐하, 이제 프랑스를 다스리는 진정한 국왕이 되셨습니다.”라고 말했다. 1430년 잔 다르크는 불안에 떨고 있는 도시 주민들에게 다음과 같은 격려 편지를 보냈다.
여러분은 머지않아 도시가 잉글랜드군에게 포위될 것이라는 불안한 마음을 저에게 편지로 보내셨습니다. 그러나 제가 적군과 마주치는 한 그런 일은 결코 없을 것입니다. 적이 먼저 공격해 오면 성문을 굳게 닫고 제가 올 때까지 안심하고 기다려 주십시오. 설사 도시가 포위되더라도 반드시 적들을 격퇴하여 도시를 해방시킬 것입니다. 오늘 쉴리에서 여러분에게 좋은 소식을 전하고 싶습니다만, 이 편지가 적의 수중에 들어갈까 염려되어 이만 줄입니다.— 1430년 3월 16일 잔 다르크 올림

잔 다르크와 알랑송 공작은 이 기세를 몰아 신속하게 파리로 진군하자고 촉구하였지만, 프랑스 왕실은 전쟁보다는 부르고뉴파와의 협상을 통해 휴전을 맺는 쪽으로 방향을 선회하였다. 하지만 부르고뉴 공작은 이를 역이용하여 파리의 수비를 강화하기 위한 지연 술책으로 프랑스 왕실과 평화 협상을 하였다. 그러는 동안에도 잔 다르크가 이끈 프랑스군은 파리 인근의 도시들을 돌아다니면서 평화로운 방식으로 항복들을 받아냈다. 8월 15일 베드포드 공작이 이끈 잉글랜드군이 프랑스군과 마주보며 대치하였다. 9월 8일에 프랑스군은 파리를 공격하였다. 잔은 적진의 석궁에서 날아온 화살을 다리에 맞고서도 끝까지 군대를 계속 지휘하였다. 그리고 다음날 아침 그녀는 회군하라는 왕의 명령을 받았다. 10월에 잔은 생피에르르무치를 탈환하고 귀족 작위를 받았다.

### 생포와 투옥
11월과 12월에 라샤리테쉬르루아르에서 소규모 전투가 있고 나서, 이듬해 4월에 잔은 콩피에뉴가 잉글랜드-부르고뉴 연합군의 포위 공격을 받고 있다는 소식을 듣고 군대를 이끌고 구원하러 달려갔다. 1430년 5월 23일 잔은 마리니에 있는 부르고뉴군과 격전을 벌이다가 포로로 사로잡혔다. 부르고뉴파에서 6천 명을 추가로 병력을 보내오자, 잔은 병사들에게 콩피에뉴 성으로 피신하라고 지시했고 자신은 전장에 맨 마지막까지 남아 후퇴하는 병사들의 뒤를 지켰다. 부르고뉴군은 후방에서 지원군이 오지 못하게 막는 한편 잔 다르크를 철저하게 고립시킨 다음, 활을 쏴서 말에서 떨어뜨려 사로잡았다. 처음에 잔은 항복을 거부하였다.
잔다르크가 부르고뉴군에 생포되자 잉글랜드와 로마 가톨릭 교회가 그녀의 신병인수에 많은 관심을 보였다. 잉글랜드는 매우 적극적이었는데, 이는 몸값을 지불하면 포로를 석방하는 관례가 있었기 때문이다. 또한 잉글랜드는 종교재판을 통해 잔을 마녀로 만들고자 했다. 그리하게 되면 샤를 7세는 악마와 동맹을 맺고 마녀의 도움으로 즉위한 왕이 되므로 권위와 정통성에 흠집을 낼 수 있었다. 교회가 관심을 보인 이유는 잔다르크가 신과 직접 소통한다며 교회의 위계질서를 어지럽히는 존재였기 때문이었다. 그러나 정작 샤를 7세는 잔다르크의 석방 혹은 구출에 대한 어떠한 노력도 하지 않았다. 이로 인하여 샤를 7세는 훗날 역사학자들로부터 많은 비판을 받기도 했다.
잔은 억류되어 있는 동안 여러 번 탈출을 시도하였다. 베르망두아에 있을 때는 높이가 21미터나 되는 탑에서 해자로 뛰어내린 적도 있었는데, 결국 도로 붙잡혀 부르고뉴파에 속한 아라스로 끌려갔다. 이후 잉글랜드는 1만 리브르를 지불하고 부르고뉴로부터 잔 다르크의 신병을 넘겨받았고 1430년 12월에 그녀는 당시 잉글랜드가 지배하고있던 루앙으로 이감되었다. 잉글랜드와 부르고뉴 간의 잔에 대한 거래에서 보베의 교구장이자 친잉글랜드파인 피에르 코숑 주교가 큰 역할을 하였으며, 나중에 잔을 상대로 한 종교재판에서도 두드러진 역할을 하였다.

### 종교재판

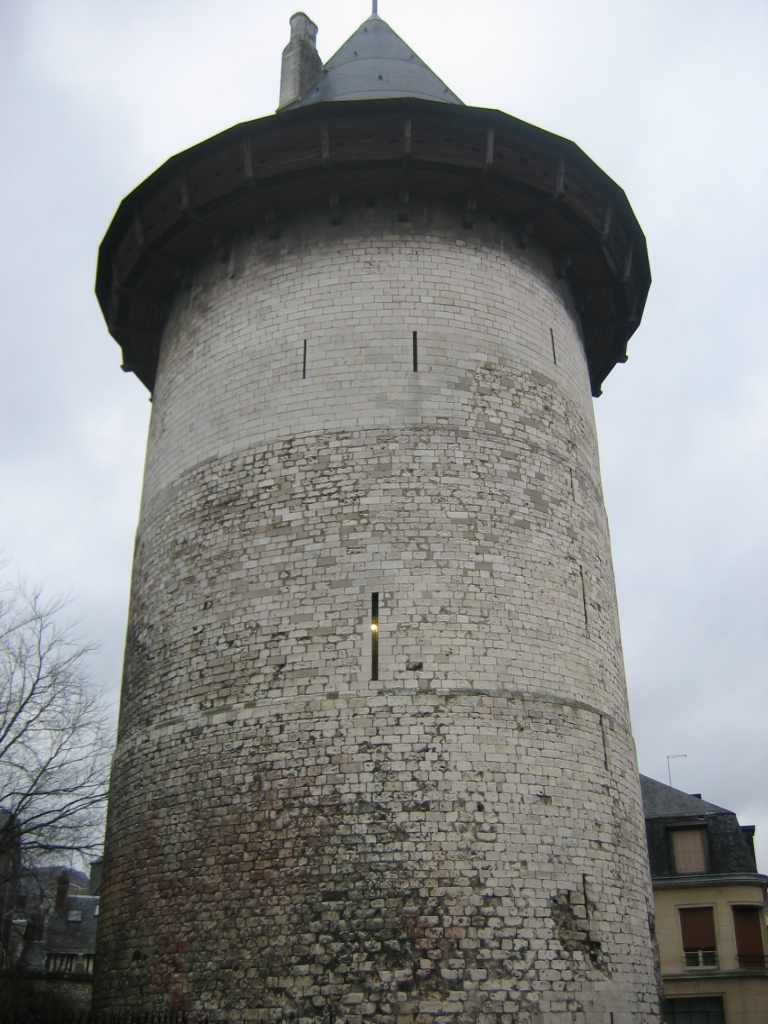
루앙 성의 감옥은 잔 다르크가 재판 중에 수감되었던 곳으로 이후 잔 다르크 탑이라는 이름으로 알려지게 되었다.

잔 다르크에 대한 재판은 명목상으로는 그녀의 이단성 시비여부였지만, 실질적으로는 지극히 정치적인 이유로 열렸다. 베드포드 공작은 조카인 헨리 6세의 프랑스의 왕위계승권을 주장하고 있었다. 그런데 잔의 활약으로 맞수인 샤를 7세가 프랑스의 왕으로 즉위하였기 때문에, 잔에 대해 앙심을 갖고 있었다. 그리고 잔을 이단 혐의로 공격하는 것은 곧 그녀가 옹립한 샤를 7세의 프랑스 국왕으로서의 정통성을 훼손하는 것과 마찬가지였다. 그리하여 잔 다르크에 대한 종교재판은 1431년 1월 9일 잉글랜드의 점령지역인 루앙에서 열렸다. 하지만 이 재판은 여러 가지 면에서 문제가 많은 재판이었다.

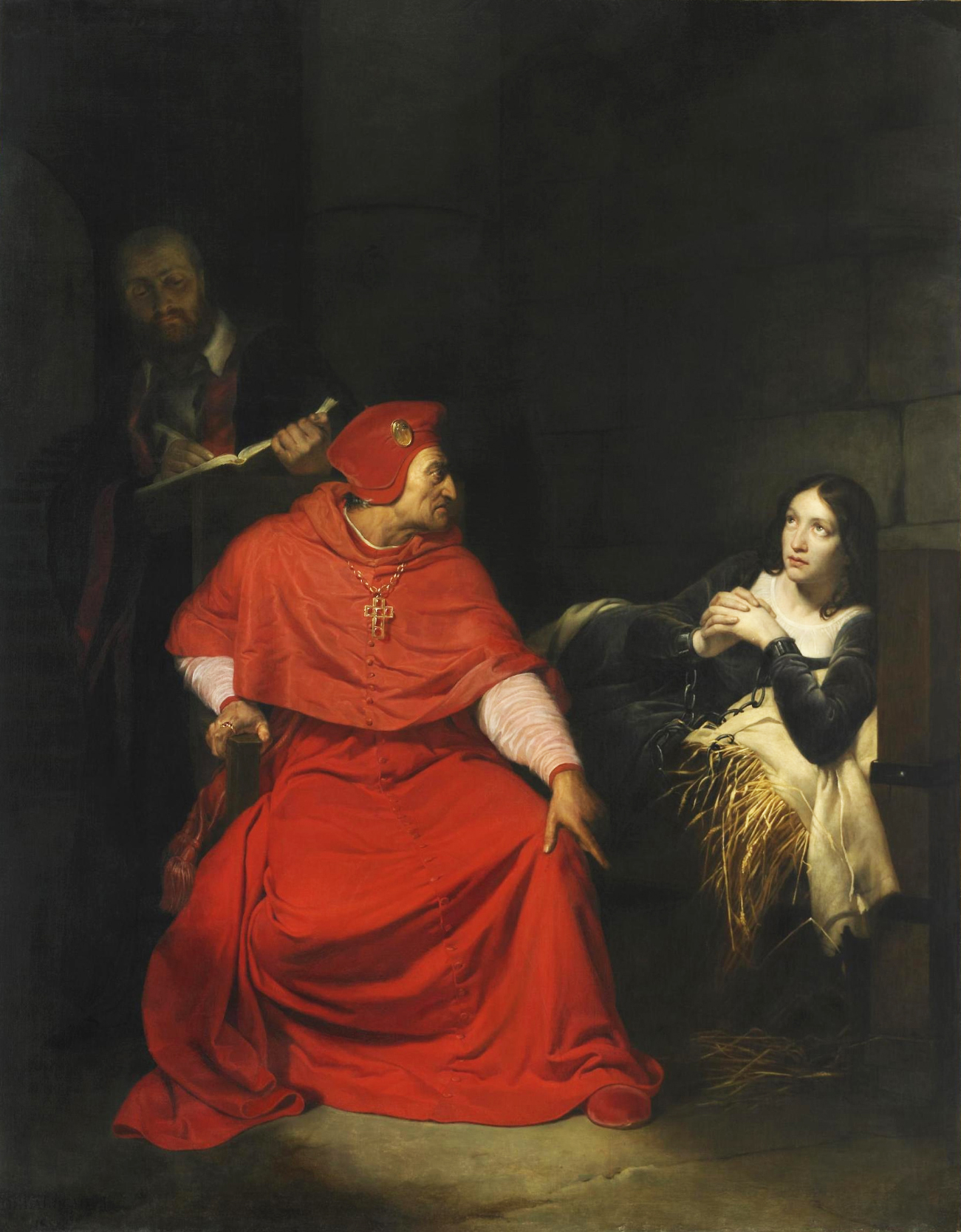
잉글랜드의 헨리 보퍼트 추기경에게 심문을 받고 있는 잔 다르크. 이폴리트 들라로슈의 그림.

그 가운데 몇몇 주요 문제점들을 열거하자면 다음과 같다. 우선 교회법상 코숑 주교는 종교재판을 지휘할 수 있는 권한을 갖고 있지 않았다. 그런 그가 종교재판관이 된 것은 잔에 대한 종교재판에 자금을 대준 잉글랜드 정부의 지지를 등에 업은 덕분이었다. 잔에게 불리한 증언을 모으는 일을 위탁받은 성직공증인 니콜라스 바이는 잔에게 불리한 증언을 찾으려고 노력했지만, 찾지 못하였다. 이렇게 잔의 혐의를 입증할 수 있는 증거들이 없음에도 불구하고 종교재판이 강행되었다. 나중에 법정 서기들은 상부의 강압에 못 이겨 재판 기록을 잔 다르크에게 불리하도록 일부 날조했다고 고백했다. 심지어 잔에게는 자문관이나 변호인의 도움을 받을 권리를 박탈함으로써 교회법을 또 한 번 위반하였다. 법정에는 그녀를 도울 증인조차 나오지 않았다. 제1차 공개심리 때, 잔은 법정에 출석한 사람들이 모두 자신을 반대하고 배척하는 사람들이라는 점을 지적하고, 프랑스 측의 성직자들도 마땅히 이 법정에 초대받아야 한다고 주장하였다.
절대적으로 불리한 입장에서 잔 다르크는 홀로 자신을 변호했다. 제대로 된 교육을 받은 적이 없는 농가 출신의 18살 된 소녀가 연륜 있는 주교들과 신학자들로 구성된 심판관들과 그들의 끈질긴 유도 심문에 맞서 펼친 변론은 놀라울 정도로 논리적이고 이성적이었다. 심판관들은 읽고 쓸 줄도 모르는 그녀의 유려한 변론에 여러 번 말문이 막히기도 했다. 한 예로, 재판관들이 잔에게 “그대는 자신이 지금 은총의 상태에 있다고 생각하는가?” 하고 묻자 잔은 다음과 같이 대답하였다. “만약 제가 은총의 상태에 있지 않다면, 하느님께서 제게 은총을 베풀어주시기를 바랍니다. 만약 제가 은총의 상태에 있다면, 하느님께서 제게 계속해서 은총을 주시기를 바랍니다.” 이 질문은 잔에게 놓은 덫이었다. 은총의 상태란 모든 죄악으로부터 해방된 상태를 의미하는 것으로, 이 질문은 대단히 어려운 신학적 문제를 담고 있었다. 교회는 어느 누구도 스스로 자신을 하느님의 은총 안에 있다고 함부로 단언할 수 없다고 가르치는데, 만약 잔이 그렇다고 답변했다면 그녀는 이단으로 유죄 판결을 받았을 것이다. 또한, 만약 잔이 아니라고 대답했다면 그것은 그녀 스스로 자신이 죄악의 상태에 있음을 인정하는 셈이 되었을 것이다. 당시 법정 공증인의 증언에 의하면, 잔을 심문한 자들은 예상치 못한 그녀의 대답에 어찌할 바를 몰라 무척 당황스러워했다고 한다. 20세기에 조지 버나드 쇼는 이 공방에 매우 감탄하여 자신의 희극 《성녀 잔 다르크》에서 재판 기록을 그대로 인용하기도 하였다.
훗날, 당시 법정에 참석했던 관리들은 잔 다르크의 재판에 사용된 증거들 중 많은 부분은 그녀에게 불리하도록 조작된 것이라고 실토하였다. 종교재판관 장 레메트르를 포함한 많은 성직자가 잉글랜드측의 갖은 회유와 압력을 받아 재판을 진행하였으며, 심지어 개중에는 살해 위협까지 받았다. 또한 종교재판의 규정상 여성 죄수는 수녀가 관리 감독하는 특별 시설에 수감되는 것이 통례였는데, 잔은 잉글랜드인 병사들이 지키는 일반 감옥에 수감되었다. 그리고 매일같이 썩은 음식을 먹다가 식중독에 걸리거나 병사들의 구타와 폭행에 시달렸다. 심지어 코숑 주교는 잔이 교황에게 항소할 기회마저 막아버렸다. 이에 비해 잉글랜드측은 70명에 달하는 법률 자문관을 구성했다.
코숑 주교는 마지막에 잔 다르크에게 남장 혐의를 추궁했다. 당시 여성이 남장을 하거나 남성이 여장을 하는 일은 종교적인 죄였다. 잔 다르크는 남장은 남성들이 많은 군대에서 제대로 근무할 수 있기 위해, 또한 유사시에는 정조를 지키기 위해 취한 행동이었다며 반박했다. 일부 기록에 따르면 후에 그녀는 법정의 명령에 따라 여자 옷을 입었으나, 얼마 되지 않아 감옥을 찾아온 한 잉글랜드 영주가 그녀를 강간하려고 시도하자 다시 남자 차림으로 돌아갔다고 한다. 그 후로 잔 다르크는 사형을 당할 때까지 머리를 자르고 남자 복장을 했다.
오랜 재판 끝에 쇠약해질 대로 쇠약해진 잔 다르크는 곧바로 처형하겠다는 협박을 받고 교회의 처분을 따르겠다는 문서에 서명했다. 그녀는 문맹이었으므로 자신이 어떤 문서에 서명을 하고 있는지도 몰랐다.

### 화형

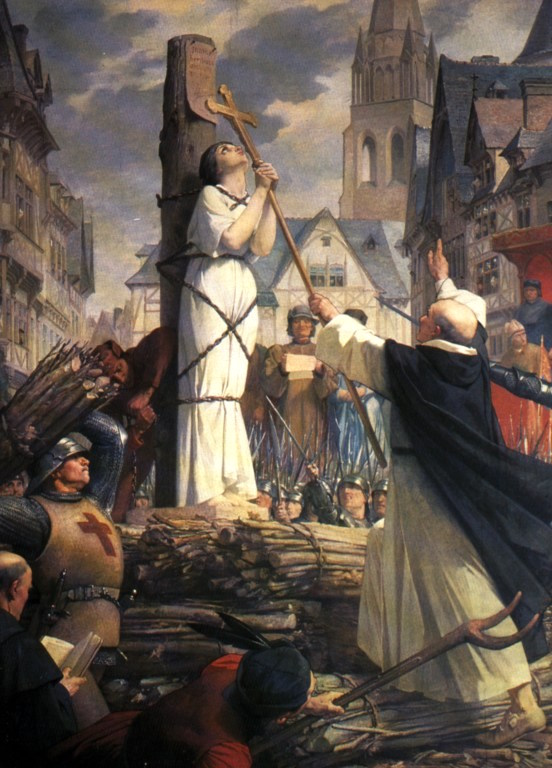
화형당하는 잔 다르크. 쥘 외젠 르느뵈의 그림.

이단은 초범인 경우에는 경범죄에 해당하지만, 재범인 경우에는 중죄로 다루어졌다. 잔은 각서에 서명할 때 여성의 옷을 입는 것에 동의하였다. 며칠 뒤에 법정에 선 그녀는 재판관에게 ‘고귀한 혈통을 지닌 잉글랜드의 귀족이 감옥에 들어와서 자신을 무력으로 제압하려 했다.’라고 말했다. 결국 자신의 정조를 지키기 위해서, 더군다나 여성의 옷을 빼앗겨 달리 입을 옷이 없었기 때문에 잔은 다시 남성의 옷을 입을 수밖에 없었다.
1431년 5월 29일 법정은 잔 다르크에게 화형을 선고했다. 1431년 5월 30일 잔 다르크는 루앙의 비외 마르셰 광장에서 군중이 보는 앞에서 장대에 밧줄로 묶겼다. 잔 다르크는 광장에 모인 사람들 가운데 수사들에게 자신이 보는 앞에서 십자고상을 높이 들어달라고 부탁하였다. 수사들은 잔의 마지막 부탁을 들어주었다. 한 소작농 역시 잔을 애석하게 여겨 그녀 앞에 작은 십자가를 놓았다. 잔이 숨을 거둔 후에 잉글랜드군은 불을 끄고 새까맣게 그을린 그녀의 시신을 공개 전시하여 아무도 그녀가 살아서 빠져 나갔다는 말을 내뱉지 못하게 만들었다. 그리고는 군중이 그 유해를 가져가지 못하도록 다시 시체를 세 번이나 불에 태워서 잿더미로 만든 후에 센강에 내다버렸다. 당시 처형간수였던 조프리는 잔 다르크가 화형에 처해진 이후 자신이 언제 천벌을 받을지 몰라 매우 두려운 나날을 보냈다고 고백했다.

## 사후 복권

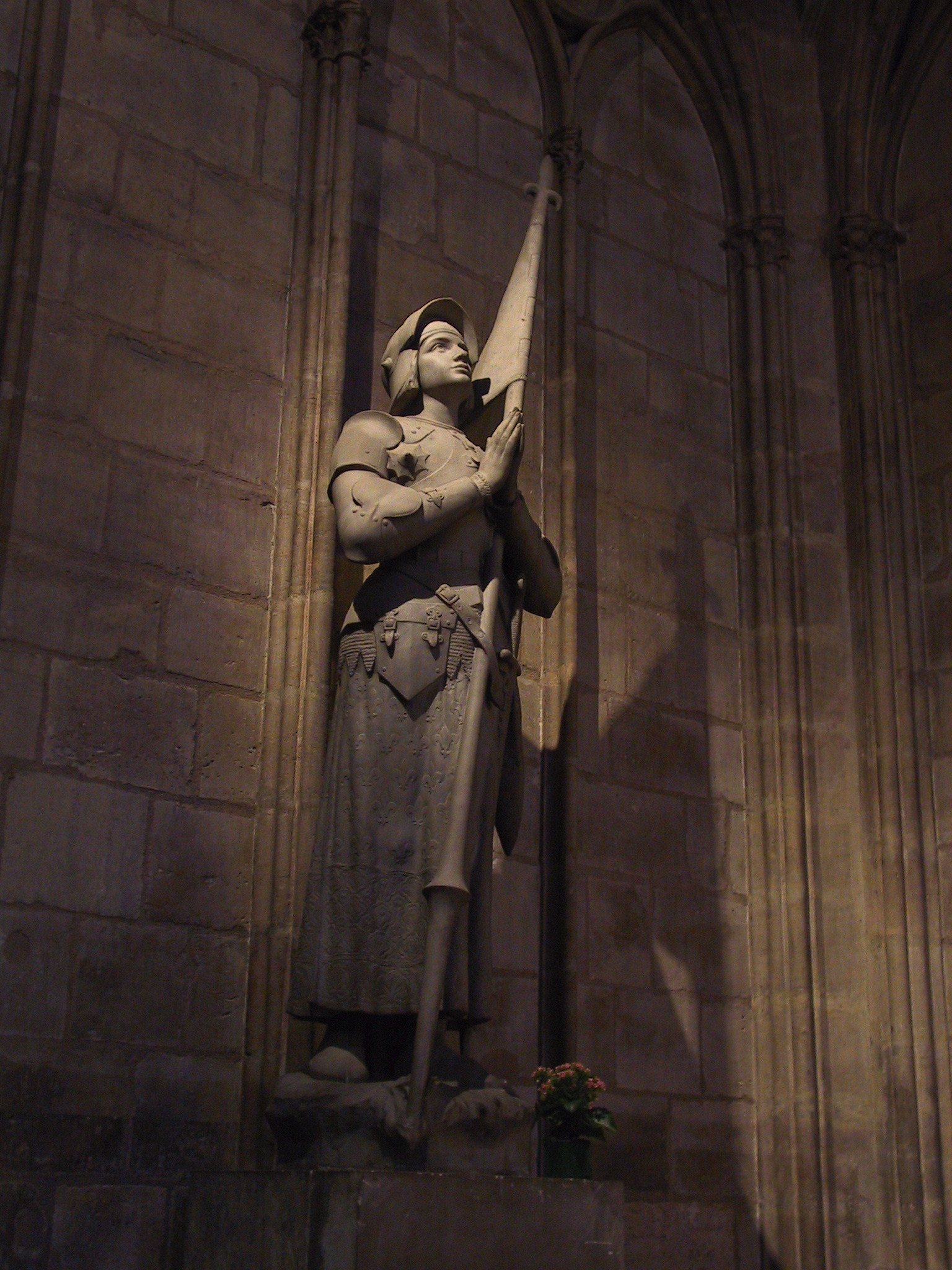
노트르담 드 파리 대성당 안에 있는 잔 다르크 석상.

### 백년전쟁의 종결
1431년 12월 16일에 프랑스 파리의 노테르담 성당에서 헨리 6세(생몰 1421-1471)가 프랑스 국왕으로서 대관식을 치루었지만, 샤를 7세는 흔들림없이 자신의 정통성을 유지하였다. 1435년 아라스 조약이 체결됨으로 인하여 잉글랜드와 부르고뉴파의 동맹은 와해되었다. 같은 해에 베드포드 공작이 사망하고, 헨리 6세는 섭정 없이 잉글랜드를 통치한 역사상 가장 젊은 왕이 되었다.
그러나 헨리 6세의 유약하고 무능함으로 인하여 두 나라간의 분쟁은 빨리 종결되었다. 잔 다르크가 사망하고 나서도 22년이나 더 지속되던 전쟁은 프랑스군이 1437년 파리, 1449년 루앙을 회복했고, 1453년 사실상 종료되었다. 잉글랜드는 칼레를 제외하고 모두 빼았겼다. 켈리 드브라이스는 잔 다르크가 고안한 포격술과 적극적인 전방공격은 프랑스군의 전술에 지대한 영향을 미쳐 남은 전쟁기간에 효과적인 전술로 사용되었다고 주장하였다.

### 재심과 명예회복
잔 다르크에 대한 재심은 전쟁이 끝난 후에 열렸다. 교황 갈리스토 3세는 대심문관 장 브레알과 잔 다르크의 어머니의 요청을 받아들여 잔 다르크의 혐의에 대한 재조사 및 종교재판을 실시한다고 포고하였다. 재심의 목적은 잔 다르크에게 내려진 판결의 정당성 여부에 대한 조사였다. 조사는 1452년 시작되었으며, 기욤 부유 신부가 조사관을 맡았다. 공식적인 항소는 1455년 11월에 제출되었다.
항소에는 유럽 전역의 성직자가 대거 참여하였으며, 교회법에 따른 표준 법정 절차가 준수되었다. 신학자로 전원 구성된 배심원들은 115명의 증인들의 증언 및 증거자료들을 비교 분석하였다. 대심문관 브레알은 1456년 6월 마지막 보고서를 작성하였다. 이 보고서에 그는 잔 다르크를 순교자로 선언하고, 피에르 코숑 주교에 대해서는 세속적인 이유 때문에 무죄한 여인을 죄인으로 몰아간 이유를 들어 이단자라고 선언하였다. 1456년 7월 7일 항소심에서 잔 다르크의 모든 혐의에 대해서 무죄라는 최종 판결이 내려졌다.

### 재심의 정치적 의도
잔다르크에 대한 사후 복권은 순수하지 못한 의도를 가진 정치적 행위였다. 잔다르크의 도움에 의해서 프랑스 왕위에 오른 샤를 7세에게는 그녀를 복권 시켜야만 하는 이유가 있었다. 그녀가 계속해서 마녀로 남아 있을 경우에 샤를 7세의 정통성에 큰 문제가 되었다. 잔 다르크에 대한 종교재판은 교황청의 공식적인 승인하에 진행되었기 때문에 샤를 7세는 교회가 마녀로 규정한 악마와 동맹을 맺고 그의 도움으로 즉위한 왕이 될 수 밖에 없었다. 따라서 샤를 7세는 잔다르크를 복권시킴과 동시에 다시 한 번 프랑스 왕위에 대한 자신의 정통성과 명분을 바로 세우고자 하였다.
그러나 교황청은 샤를 7세의 재심요구를 받아들일수 없었다. 잉글랜드가 십자군 전쟁에 적극적으로 참전하여 많은 공을 세웠기 때문이기도 하고 과거에 교회가 내렸던 결정을 다시 뒤집어야 했기에 교황청의 입장은 난처했다. 곤경에 빠진 샤를 7세는 잔 다르크의 어머니로 하여금 교황에게 편지를 쓰도록 하여 사안을 비정치화하는 외교적인 해결책을 강구하였다. 또한 과거의 종교재판 그 자체를 문제 삼는 것이 아니라 재판장 코숑 주교, 종교 재판소의 대표 장 르메트르, 종교 전문가 장 에스티베등 잔 다르크를 재판했던 판사들을 고발하는 형식을 취하여 재심 진행을 관철시켰다.

## 시복과 시성

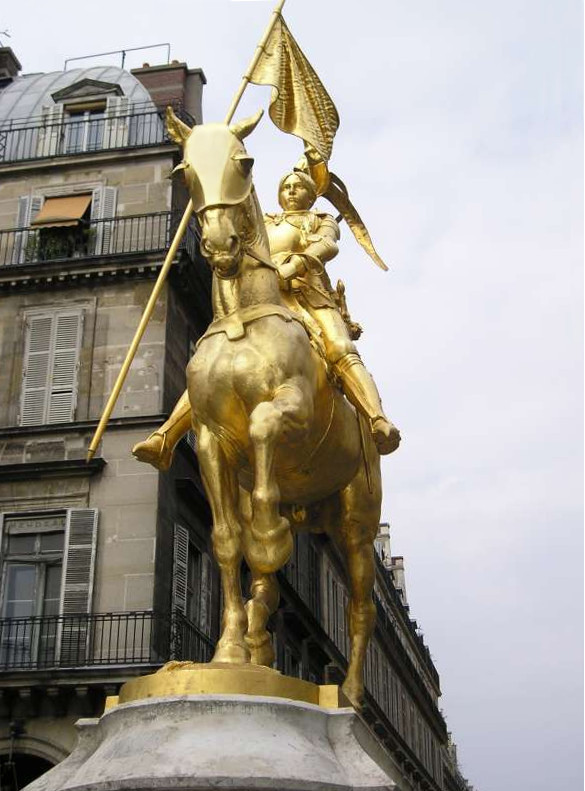
프랑스 파리 피라미드 광장에 있는 잔 다르크 기마상

19세기 초반에 권력을 장악한 나폴레옹은 민족주의와 애국심을 고취시키기 위해서 잔 다르크를 프랑스의 국가 상징으로 선언하면서 대중들에게 그녀를 부각시켰다. 이는 곧 큰 효과를 발휘하였으며 잔 다르크는 존경받는 국민적 영웅으로 떠올랐다.
1849년 펠릭스 뒤팡루 주교가 오를레앙 교구장에 착좌하면서 잔 다르크를 열렬하게 찬양하였는데, 당시 그의 강론은 프랑스뿐만 아니라 백년 전쟁 당시 프랑스의 적국이었던 영국에서도 크게 주목을 받아 화제가 되었다. 펠릭스 뒤팡루 주교의 헌신적인 노력 끝에 1909년 잔 다르크는 로마 교황청에 의해 복자로 시복되었다. 그리고 1920년 5월 교황 베네딕토 15세는 잔 다르크를 성인으로 시성하였다.
이로써 잔 다르크는 마녀에서 성인으로 변신한 전무후무한 인물이 되었다. 성인이 된 잔 다르크는 오늘날 가톨릭교회에서 가장 대중적으로 사랑받고 공경을 받는 성인 가운데 한 사람으로 자리매김하고 있다. 가톨릭교회 내에서는 잔 다르크를 라틴어식 명칭인 아르크의 요안나 또는 요안나 아르크라는 이름으로 부르고 있다.

## 작품
- 방송
  - 《MBC 신비한 TV 서프라이즈》
- 문학
  - 《헨리 6세》셰익스피어 - 극중에서는 잔 라 퓌셀인 잔 다르크는 여기서 철저히 악인으로 그려진다.
  - 《오를레앙의 처녀》볼테르 - 시.
  - 《오를레앙의 처녀》프리드리히 실러 - 낭만주의 시.
  - 《Saint Joan》버나드 쇼 - 희곡으로 쇼의 작품들 중에서도 높은 평가를 받고 있다.
  - 《애국부인전》장지연 - 한일 병합 이전에 나온 민족주의 성격의 애국소설. 애국소녀이자 민족의 지도자로서의 잔 다르크의 일대기를 다루고 있는데, 삼위일체 하느님을 세 천신으로 묘사하는 등, 기독교 교리에 대한 작가의 이해가 담겨 있다.
  - 《잔 다르크》마크 트웨인- 마크 트웨인의 인물소설. 잔 다르크를 신심이 깊고 영리한 여성으로 묘사한다.
  - 《자히르》파울루 코엘류 - 소설의 등장인물인 동아시아 몽골계 카자흐스탄 청년이 간질병의 증세를 보여준다. 이 청년의 간질병과 계시 능력에 관해 설명을 하면서 잔 다르크의 계시도 사실은 간질병과 관련이 있었던 것으로 서술하고 있다.
- 음악
  - 《오를레앙의 처녀》 - 차이콥스키 (오페라)
  - 《조반나 다르코》 - 베르디 (오페라)
  - 《화형대 위의 잔 다르크》 - 오네게르 (오라토리오)
  - 《Jeanne D'Arc 》- 탠저린 드림 (전자음악)
- 영화
  - 《잔 다르크의 수난》(1928년) - 흑백 무성영화. 칼 테오도르 드레이어 감독. 마리아 팔코네티 주연.
  - 《Jeanne La Pucelle》(1994년) - 프랑스에서 방영된 텔레비전 미니시리즈.
  - 《잔 다르크》(1999년) - 뤼크 베송 감독, 밀라 요보비치 주연.
  - 《The Messenger: The Story of Joan of Arc》(1999년) - 텔레비전 미니 시리즈. 리리 소비에스키 주연.
- 만화
  - 《쟌느》(1995년-1996년) 요시카즈 야스히코 - 백년전쟁을 무대로 잔 다르크와 비슷한 운명을 지닌 소녀의 이야기를 그린다.
  - 《신풍괴도 쟌느》(1998년~2000년) 다네무라 아리나
- 게임
  - 《에이지 오브 엠파이어 2: 에이지 오브 킹스》 - 잔 다르크의 행적을 다룬 캠페인이 등장한다.
  - 《JEANNE D'ARC》(2006년) - 잔 다르크의 생애를 모티브로 한 플레이스테이션 포터블용 게임.

## 같이 보기
- 백년 전쟁
- 샤를 7세
- 질 드 레
- 헨리 6세

## 참고 문헌
- Aberth, John (2000). 《From the Brink of the Apocalypse》. Routledge. ISBN 978-0-415-92715-4. OCLC 1054385441.
- Allmand, Christopher (1988). 《The Hundred Years War: England and France at War c.1300-c. 1450》. Routledge. ISBN 9781139167789. OCLC 1285662551.
- Barker, Juliet (2009). 《Conquest: The English Kingdom of France, 1417-1450》. Little, Brown. ISBN 9781408702468. OCLC 903613803.
- Barstow, Anne Llewellyn (1986). 《Joan of Arc: Heretic, Mystic, Shaman》. E. Mellen. ISBN 9780889465329. OCLC 1244846182.
- Boal, Barbara (2005). 〈The Cao Dai and the Hoa Hao〉.   Partridge, Christopher. 《Introduction to World Religions》. Fortress. 208–209쪽. ISBN 9780824510114. OCLC 645341461.
- Brewer, E. Cobham (1900). 《Dictionary of Phrase and Fable》 New판. Cassell and Company. OCLC 896665214.
- Burne, Alfred Higgins (1999). 《The Agincourt War: A Milistary history of the Latter Part of the Hundred Years War from 1369 to 1453》. Wordsworth Editions. ISBN 1840222115. OCLC 1285475585.
- Castor, Helen (2015). 《Joan of Arc: A History》. Harper. ISBN 9780062384393. OCLC 1256258941.
- Caze, Pierre (1819). [[[:틀:Google book]] 《La Verité sur Jeanne d'Arc ou éclaircissemens sur son origine》 [The Truth about Joan of Arc or Clarification of Her Origins]] |url= 값 확인 필요 (도움말) (프랑스어) I. Paris: Rosa. OCLC 220208170.
- Champion, Pierre (1932). 〈Essay on the Trial of Jeanne d'Arc, Dramatis Personae, Biographical Sketches of the Trial Judges and Other Persons Involved in the Maid's Career, Trial and Death〉. 《The Trial of Jeanne D'Arc》. 번역 Taylor, Coley; Kerr, Ruth H. Gotham house. OCLC 1314152. 2014년 11월 14일에 원본 문서에서 보존된 문서. 2021년 11월 25일에 확인함.
- Chenu, Bruno (1990). 《Book of Christian Martyrs》. Crossroad. ISBN 9780824510114. OCLC 645341461.
- Cohen, Paul A. (2014). 《History and Popular Memory》. Columbia University Press. ISBN 9780231537292. OCLC 964546561.
- Conner, Susan Punzel (2004). 《The Age of Napoleon》. Greenwood. ISBN 9780313320149. OCLC 56575944.
- Crane, Susan (2002). 《The Performance of Self: Ritual, Clothing, and Identity during the Hundred Years War》. University of Pennsylvania. ISBN 0812236580. OCLC 843080228.
- Curry, Anne; Hoskins, Peter; Richardson, Thom; Spencer, Dan (2015). 《The Agincourt Companion: A Guide to the Legendary Battle and Warfare in the Medieval World》. Andre Deutch. ISBN 9780233004716. OCLC 921184232.
- DeVries, Kelly (1996). 〈A Woman as Leader of Men: Joan of Arc's Military Career〉.   Wheeler, Bonnie; Wood, Charles T. 《Fresh Verdicts on Joan of Arc》. Garland. 3–18쪽. ISBN 0815336640. OCLC 847627589.
- DeVries, Kelly (1999). 《Joan of Arc: A Military Leader》. Sutton Publishing. ISBN 978-0-7509-1805-3. OCLC 42957383.
- Dunn, Susan (2021). 《The Deaths of Louis XVI: Regicide and the French Political Imagination》. Princeton University Press. ISBN 9780691224916. OCLC 1235966126.
- Dworkin, Andrea (2007). 《Intercourse》. Basic Books. ISBN 9780465017522. OCLC 1153284259.
- Fraioli, Deborah (2000). 《Joan of Arc: The Early Debate》. Boydell Press. ISBN 978-0-85115-880-8. OCLC 48680250.
- Fraioli, Deborah (2005). 《Joan of Arc and the Hundred Years War》. Greenwood Press. ISBN 0313324581. OCLC 1150093760.
- France, Anatole (1909). 《Jeanne d'Arc, Maid of Orleans, deliverer of France: Being the Story of her Life, her Achievements, and her Death, as Attested on Oath and Set Forth in the Original Documents》. London: Heinemann. OCLC 862867781. 2020년 6월 14일에 원본 문서에서 보존된 문서. 2020년 8월 28일에 확인함 – Project Gutenberg 경유.
- Fuller, John Frederick Charles (1954). 《A Military History of the Western World:From the Earliest Times to the Battle of Lepanto》 I. Funk & Wagnalls. OCLC 1150796947.
- Gaehtgens, Thomas (2018). 《Reims on Fire: War and Reconciliation Between France and Germany》. Getty Research Institute. ISBN 9781606065709. OCLC 1028601667.
- Garber, Marjorie B. (1993). 《Vested Interests: Cross-dressing and Cultural Anxiety》. Harper Collins. ISBN 0060975245. OCLC 1151664883.
- Gies, Frances (1981). 《Joan of Arc: The Legend and the Reality》. Harper & Row. ISBN 0690019424. OCLC 1204328346.
- Gildea, Robert (1996). 《The Past in French History》. Yale University Press. ISBN 9780300067118. OCLC 638739483.
- Goldstone, Nancy Bazelon (2012). 《The Maid and the Queen: The Secret History of Joan of Arc》. Viking. ISBN 9780670023332. OCLC 1150263570.
- Graeme, Donald (2009). 《Lies, Damned Lies, and History: A Catalogue of Historical Errors and Misunderstandings》. History Press. ISBN 9780752452333. OCLC 851997819.
- Guillemin, Henri (1973). 《Joan, Maid of Orleans》. Saturday Review Press. ISBN 9781107013360. OCLC 1097164619.
- Hamblin, Vicki L. (2016). 〈En L'honneur de la Pucelle:ritualizing Joan the Maid in Fifteenth-Century Orléans〉.   Astell, Ann W.; Wheeler, Bonnie. 《Joan of Arc and Spirituality》. Palgrave. 209–226쪽. ISBN 9781137069542. OCLC 1083468869.
- Harrison, Frederic; Swinny, S. H.; Marvin, F. S., 편집. (1920). 《The New Calendar of Great Men: Biographies of the 559 Worthies of All Ages & Nations in the Positivist Calendar of Auguste Comte》. Macmillan and Co. OCLC 1049894322.
- Henderson, David Kennedy (1939). 《Psychopathic States》. W. W. Norton. OCLC 912042868.
- Hobbins, Daniel (2005). 〈Introduction〉.   Hobbins, Daniel. 《The Trial of Joan of Arc》. Harvard University Press. 1–32쪽. ISBN 9780674038684. OCLC 1036902468.
- Hotchkiss, Valerie R. (2000). 《Clothes Make the Man: Female Cross Dressing in Medieval Europe》. Garland. ISBN 9780815337713. OCLC 980891132.
- Huizinga, Johan (1959). 《Men and Ideas: History, the Middle Ages, the Renaissance; Essays》. Meridian. OCLC 1036539966.
- Jordan, John; Caresse, Philippe (2019). 《French Armoured Cruisers: 1887–1932》. Seaforth. ISBN 9781526741189. OCLC 1112385464.
- Kelly, Henry Ansgar (1996). 〈Joan of Arc's Last Trial: The Attack of the Devil's Advocates〉.   Wheeler, Bonnie; Wood, Charles T. 《Fresh Verdicts on Joan of Arc》. Garland. 205–236쪽. ISBN 0815336640. OCLC 847627589.
- Lace, William W. (1994). 《The Hundreds' Year War》. Lucent Books. ISBN 1560062339. OCLC 1256248285.
- Lang, Andrew (1909). 《The Maid of France: Being the Story of the Life and Death of Jeanne d'Arc》. Longmans, Green. OCLC 697990421.
- Lightbody, Charles Wayland (1961). 《The Judgements of Joan: Joan of Arc, A Study in Cultural History》. Harvard University Press. OCLC 1150088435.
- Lowell, Francis Cabot (1896). 《Joan of Arc》. Houghton Mifflin Co. OCLC 457671288.
- Lucie-Smith, Edward (1976). 《Joan of Arc》. Allen Lane. ISBN 0713908572. OCLC 1280740196.
- Mackinnon, James (1902). 《The Growth and Decline of the French Monarchy》. Longmans. OCLC 1017332942.
- Mackowiak, Philip A. (2007). 《Post Mortem: Solving History's Great Medical Mysteries》. American College of Physicians. ISBN 9781930513891. OCLC 1285753937.
- Maddox, Margaret Joan (2012). 〈Joan of Arc〉.   Matheson, Lister M. 《Icons of the Middle Ages: Rulers, Rebels, and Saints》 2. Greenwood. 417–450쪽. ISBN 9780313340802. OCLC 728656735.
- Margolis, Nadia (1996). 〈The "Joan Phenomenon and the Right〉.   Wheeler, Bonnie; Wood, Charles T. 《Fresh Verdicts on Joan of Arc》. Garland. 265–287쪽. ISBN 0815336640. OCLC 847627589.
- Matheson, Lister (2012). 《Icons of the Middle Ages: Rulers, Writers, Rebels, and Saints》. Greenwood. ISBN 9781573567800. OCLC 991308245.
- McInerney, Maud Burnett (2003). 《Eloquent Virgins: The Rhetoric of Virginity from Thecla to Joan of Arc》. Chicago: Palgrave Macmillan. ISBN 9781137064516. OCLC 1083464793.
- Megivern, James (1997). 《The Death Penalty: An Historical and Theological Survey》. New York: Paulist Press. ISBN 9780809104871. OCLC 1244600248.
- Meltzer, Francoise (2001). 《For Fear of the Fire: Joan of Arc and the Limits of Subjectivity》. Chicago: University of Chicago Press. ISBN 978-0-226-51982-1. OCLC 46240234.
- Mock, Steven (2011). 《Symbols of Defeat in the Construction of National Identity》. Cambridge University Press. ISBN 9781107013360. OCLC 1097164619.
- Monmarché, Georges (1958). 《Val de Loire: Maine, Orléanais, Touraine, Anjou》 [Loire Valley: Maine, Orléanais, Touraine, Anjou]. Les guides bleus [The Blue Guides] (프랑스어). Toulouse: Hachette. OCLC 257163813.
- Michaud-Fréjaville, François (2003). 〈Person vs. Personage: Joan of Arc in Seventeenth-Century France〉.   Goy-Blanquet, Dominique. 《Joan of Arc, a Saint for All Reasons: Studies in Myth and Politics》. London: Routledge. 39–58쪽. ISBN 9780754633303. OCLC 974642249.
- Michelet, Jules (1900). 《Joan of Arc, the Maid of Orleans. From Mitchelet's History of France》. 번역 Ketcham, Henry. New York: A. L. Burt. OCLC 1047498185.
- Murray, Margaret A (1921). 《The Witch-cult in Western Europe》. Oxford University Press. OCLC 1176037038.
- Murray, T. Douglas (1902). 〈Introductory Note to the Rehabilitation〉.   Murray, T. Douglas. 《Jeanne D'Arc, Maid of Orleans, Deliverer of France, Being the Story of Her Life, Her Achievements, and Her Death, As Attested on Oath and Set Forth in the Original Documents》. London: William Heinemann. 371–376쪽. 2018년 6월 29일에 원본 문서에서 보존된 문서  – Project Gutenberg 경유.
- Pernoud, Régine (2007). 《The Retrial of Joan of Arc; The Evidence at the Trial For Her Rehabilitation 1450–1456》. 번역 Cohen. San Francisco: Harcourt, Brace and Company. ISBN 9781586171780. OCLC 1338471.
- Pernoud, Régine (1966). 《Joan of Arc By Herself and Her Witnesses》. 번역 Hyams, Edward. New York: Stein and Day. OCLC 1035912459.
- Pernoud, Régine; Clin, Marie-Véronique (1999).  Wheeler, Bonnie, 편집. 《Joan of Arc: Her Story》. 번역 duQuesnay Adams, Jeremy. London: St. Martin's Press. ISBN 978-0-312-21442-5. OCLC 1035889959.
- Peters, Edward (1989). 《Inquisition》. Berkeley: University of California Press. ISBN 9780520066304. OCLC 970384852.
- Rankin, Daniel; Quintal, Claire (1964). 〈Authors' Comments〉.   Rankin, Daniel; Quintal, Claire. 《The First Biography of Joan of Arc with the Chronicle Record of a Contemporary Account》. Pittsburgh: Pittsburgh University Press. OCLC 1153286979.
- Richey, Stephen W. (2003). 《Joan of Arc: The Warrior Saint》. Westport: Praeger. ISBN 978-0-275-98103-7. OCLC 52030963.
- Russell, Jeffrey Burton (1972). 《Witchcraft in the Middle Ages》. Ithaca: Cornell University. ISBN 9780801406973. OCLC 1151774229.
- Russell, Preston (2014). 《Lights of Madness: In Search of Joan of Arc》. Savannah, GA: Frederic C. Beil, Pub. ISBN 9781499040562. OCLC 1124448651.
- Sackville-West, Victoria (1936). 《Saint Joan of Arc》. New York: Athenium. OCLC 1151167808.
- Schibanoff, Susan (1996). 〈True Lies: Transvestism and Idolatry in the Trial of Joan of Arc〉.   Wheeler, Bonnie; Wood, Charles T. 《Fresh Verdicts on Joan of Arc》. New York: Garland. 31–60쪽. ISBN 0815336640. OCLC 847627589.
- Seward, Desmond (1982). 《The Hundred Years War: the English in France》. New York: Athenium. ISBN 9780689706288. OCLC 1280811695.
- Sullivan, Karen (1996). 〈"I Do Not Name to You the Voice of St. Michael": the Identification of Joan of Arc's Voices〉.   Wheeler, Bonnie; Wood, Charles T. 《Fresh Verdicts on Joan of Arc》. New York: Garland. 85–112쪽. ISBN 0815336640. OCLC 847627589.
- Sullivan, Karen (1999). 《The Interrogation of Joan of Arc》. Minneapolis: University of Minnesota. ISBN 9780816689866. OCLC 236342924.
- Taylor, Craig, 편집. (2006). 《Joan of Arc: La Pucelle (Selected Sources Translated and Annotated)》. Manchester: Manchester University Press. ISBN 978-0-7190-6847-8. OCLC 1150142464.
- Taylor, Larissa (2009). 《The Virgin Warrior: The Life and Death of Joan of Arc》. Padstow: Yale University Press. ISBN 9780300161298. OCLC 1059166401.
- Tuchman, Barbara (1982). 《A Distant Mirror: The Calamitous 14th Century》. New York: Knopf. ISBN 9780394400266. OCLC 1033665932.
- Vale, M. G. A. (1974). 《Charles VII》. London: Eyre Methuen. ISBN 0413280802. OCLC 1280787240.
- Verger, Jacques (1972). 〈The University of Paris at the End of the Hundred Years' War〉.   Baldwin, Richard A.; Goldthwwaite, John W. 《Universities in Politics: Case Studies from the Late Middle Ages and Early Modern Period》. Johns Hopkins Press. 47–78쪽. ISBN 0801813727. OCLC 1151833089.
- Warner, Marina (1981). 《Joan of Arc: The Image of Female Heroism》. New York: Knopf. ISBN 9780394411453. OCLC 1150060458.
- Weiskopf, Steven (1996). 〈Readers of the Lost Arc: Secrecy, Specularity, and Speculation in the Trial of Joan of Arc〉.   Wheeler, Bonnie; Wood, Charles T. 《Fresh Verdicts on Joan of Arc》. New York: Garland. 113–132쪽. ISBN 0815336640. OCLC 847627589.
- Wood, Charles (1988). 《Joan of Arc and Richard III : Sex, Saints, and Government in the Middle Ages》. Oxford: Oxford University Press. ISBN 9780198021094. OCLC 519442443.
- Allen, Clifford (1975). “The schizophrenia of Joan of Arc” (PDF). 《History of Medicine (London)》 6 (3–4): 4–9. PMID 11630627. 2013년 12월 28일에 원본 문서 (PDF)에서 보존된 문서.
- Barstow, Anne Llewellyn (1985). “Mystical experience as a feminist weapon: Joan of Arc”. 《Women's Studies Quarterly》 13 (2): 26–29. JSTOR 40003571. 2022년 1월 25일에 원본 문서에서 보존된 문서. 2022년 1월 25일에 확인함.
- Boyd, Beverly (1986). “Wyclif, Joan of Arc, and Margery Kempe”. 《Mystics Quarterly》 12 (3): 112–118. JSTOR 20716744. 2021년 12월 9일에 원본 문서에서 보존된 문서. 2021년 12월 9일에 확인함.
- Brown, Frederick (2012). “The battle for Joan”. 《The Hudson Review》 65 (3): 439–452. JSTOR 43489248. 2021년 12월 17일에 원본 문서에서 보존된 문서. 2022년 1월 12일에 확인함.
- Bullough, Vern L (1974). “Transvestites in the Middle Ages”. 《American Journal of Sociology》 79 (6): 1381–1394. doi:10.1086/225706. ISSN 0002-9602. JSTOR 2777140. PMID 12862078. S2CID 3466059. 2021년 12월 24일에 원본 문서에서 보존된 문서. 2021년 12월 28일에 확인함.
- Butler, Declan (2007). “Joan of Arc's relics exposed as forgery”. 《Nature》 446 (7136): 593. Bibcode:2007Natur.446..593B. doi:10.1038/446593a. PMID 17410145.
- Charlier, P.; Poupon, J.; Eb, A.; De Mazancourt, P.; Gilbert, T.; Huynh-Charlier, I.; Loublier, Y.; Verhille, A. M.; Moulheirat, C.; Patou-Mathis, M.; Robbiola, L.; Montagut, R.; Masson, F.; Etcheberry, A.; Brun, L.; Willerslev, E.; Lorin de la Grandmaison, G.; Durigon, M. (2010). “The 'relics of Joan of Arc'" A forensic multidisciplinary analysis”. 《Forensic Science International》 194 (1–3): e9–e15. doi:10.1016/j.forsciint.2009.09.006. PMID 19913375. 2022년 2월 21일에 원본 문서에서 보존된 문서. 2021년 12월 29일에 확인함.ResearchGate: 38089351 보관됨 21 2월 2022 - 웨이백 머신
- Contamine, Philippe (2007). “Remarques critiques sur les étendards de Jeanne d'Arc” [Critical remarks on the banners of Joan of Arc]. 《Francia》 (프랑스어) 34 (1): 187–200. doi:10.11588/fr.2007.1.45032. 2021년 5월 7일에 원본 문서에서 보존된 문서. 2021년 5월 7일에 확인함.
- Crane, Susan (1996). “Clothing and gender definition: Joan of Arc” (PDF). 《Journal of Medieval and Early Modern Studies》 26 (2): 298–320. JSTOR 43577195. 2016년 7월 5일에 원본 문서 (PDF)에서 보존된 문서.
- Egan, Brendan (2019). 《'Bore by discent and by title of right, justly to reigne in England and in Fraunce': Literature Directed at English Kings During the Hundred Years War》 (PDF) (MA). University of Guelph.
- Elliot, Dyson (2002). “Seeing double: John Gerson, the discernment of spirits and Joan of Arc”. 《The American Historical Review》 107 (1): 26–54. doi:10.1086/532095. JSTOR 10.1086/532095. 2021년 12월 22일에 원본 문서에서 보존된 문서. 2021년 12월 24일에 확인함.
- Foote-Smith, Elizabeth; Bayne, Lydia (1991). “Joan of Arc”. 《Epilepsia》 32 (6): 810–815. doi:10.1111/j.1528-1157.1991.tb05537.x. PMID 1743152. S2CID 221736116.
- Fraioli, Deborah (1981). “The literary image of Joan of Arc: Prior influences”. 《Speculum》 56 (4): 811–930. doi:10.2307/2847364. JSTOR 2847364. S2CID 161962500. 2022년 1월 24일에 원본 문서에서 보존된 문서. 2022년 1월 25일에 확인함.
- Frank, John P. (1997). “The trial of Joan of Arc”. 《Litigation》 69 (5): 51–54. JSTOR 29759909. 2021년 12월 23일에 원본 문서에서 보존된 문서. 2021년 12월 24일에 확인함.
- Hamblin, Vicki L. (1984). 《The Fifteenth-century French Mistere du Siege D'Orléans: An Annotated Edition (Portions in French Text)》 (PhD). University of Arizona. 2022년 1월 8일에 원본 문서에서 보존된 문서. 2022년 1월 9일에 확인함.
- Hamblin, Vicki L. (1988). “The Mistère du siège d'Orléans as a representational drama”. 《The Rocky Mountain Review of Language and Literature》 42 (1/2): 61–68. doi:10.2307/1347436. JSTOR 1347436. S2CID 194274410. 2022년 1월 8일에 원본 문서에서 보존된 문서. 2022년 1월 9일에 확인함.
- Henker, F. O. (1984). “Joan of Arc and DSM III”. 《Southern Medical Journal》 77 (12): 1488–1490. doi:10.1097/00007611-198412000-00003. PMID 6390693. S2CID 44528365.
- Hughes, J. R. (2005). “Did all those famous people really have epilepsy?”. 《Epilepsy & Behavior》 6 (2): 115–39. doi:10.1016/j.yebeh.2004.11.011. PMID 15710295. S2CID 10436691.
- Kelly, Henry Ansgar (1993). “The right to remain silent: Before and after Joan of Arc”. 《Speculum》 68 (4): 992–1026. doi:10.2307/2865494. JSTOR 2865494. S2CID 162858647. 2021년 12월 24일에 원본 문서에서 보존된 문서. 2021년 12월 24일에 확인함.
- Kelly, Henry Ansgar (2014). “Inquisitorial deviations and cover-ups: The prosecutions of Margaret Porete and Guiard of Cressonessart, 1308–1310”. 《Speculum》 89 (4): 936–973. doi:10.1017/S003871341400164X. JSTOR 43577195. S2CID 170115473. 2021년 12월 27일에 원본 문서에서 보존된 문서. 2021년 12월 28일에 확인함.
- Kennedy, Angus J.; Varty, Kenneth (1977). Introduction. 《Ditié de Jehanne D'Arc》. By de Pizan, Christine. Oxford: Society for the Study of Mediæval Languages and Literature. ISBN 9780950595504. OCLC 1083468869. 2008년 6월 16일에 원본 문서에서 보존된 문서.
- Newhall, Richard A. (1934). “Payment to Pierre Cauchon for presiding at the trial of Jeanne d'Arc”. 《Speculum》 9 (1): 88–91. doi:10.2307/2846456. JSTOR 2846456. S2CID 162439379. 2021년 12월 22일에 원본 문서에서 보존된 문서. 2021년 12월 24일에 확인함.
- Nicastro, Nicholas; Fabienne, Picard (2016). “Joan o fArc: Sanctity, witchcraft or epilepsy”. 《Epilepsy & Behavior》 57 (Part B): 247–250. doi:10.1016/j.yebeh.2015.12.043. PMID 26852074. S2CID 3841213.
- Noonan, John T. (1987). “Principled or pragmatic foundations for the freedom of conscious?”. 《Journal of Law and Religion》 5 (1): 203–212. doi:10.2307/1051025. JSTOR 1051025. S2CID 170525217. 2021년 12월 27일에 원본 문서에서 보존된 문서. 2021년 12월 28일에 확인함.
- Noonan, John T. (1998). “The Death Penalty. An historical and Theological Survey by James T. Megivern”. Book Review. 《The Catholic Historical Review》 84 (4): 703–705. doi:10.1353/cat.1998.0239. JSTOR 25025339. S2CID 159923086. 2021년 12월 26일에 원본 문서에서 보존된 문서. 2021년 12월 28일에 확인함.
- Nores, J. M.; Yakovleff, Y. (1995). “A historical case of disseminated chronic tuberculosis”. 《Neuropsychobiology》 32 (2): 79–80. doi:10.1159/000119218. PMID 7477805.
- d'Orsi, Giuseppe; Tinuper, Paolo (2006). “"I heard voices ...": from semiology, an historical review, and a new hypothesis on the presumed epilepsy of Joan of Arc”. 《Epilepsy & Behavior》 9 (1): 152–157. doi:10.1016/j.yebeh.2006.04.020. PMID 16750938. S2CID 24961015.
- Ratnasuriya, R. H. (1986). “Joan of Arc, creative psychopath: Is there another explanation?”. 《Journal of the Royal Society of Medicine》 79 (Part B): 247–250. doi:10.1016/j.yebeh.2015.12.043. PMID 26852074. S2CID 3841213.
- Schildkrout, Barbara (2017). “Joan of Arc—Hearing voices”. 《American Journal of Psychiatry》 174 (12): 1153–1154. doi:10.1176/appi.ajp.2017.17080948. PMID 29191033.
- Sexsmith, Dennis (1990). “The Radicalization of Joan of Arc: Before and after the French Revoluion”. 《RACAR: Revue d'art canadienne/Canadian Art Review》 17 (2): 125–130. doi:10.7202/1073071ar. JSTOR 42630458. 2022년 1월 24일에 원본 문서에서 보존된 문서. 2022년 1월 25일에 확인함.
- Sherman, Larry R.; Zimmerman, Michael R. (2008). “Ergotism and its effects on society and religion”. 《Journal of Nutritional Immunology》 2 (3): 127–136. doi:10.1300/J053v02n03_08.
- Sizer, Michael (2007). “The calamity of violence: Reading the Paris massacres of 1418”. 《Journal of the Western Society for French History》 35: 19–39. OCLC 990058151. 2014년 2월 24일에 원본 문서에서 보존된 문서.
- Sproles, Karyn Z (1996). “Cross-dressing for (imaginary) battle: Vita Sackville-West's biography of Joan of Arc”. 《Biography》 19 (2): 158–177. doi:10.1353/bio.2010.0242. JSTOR 23539706. S2CID 161108684. 2022년 1월 24일에 원본 문서에서 보존된 문서. 2022년 1월 25일에 확인함.
- Sullivan, Winnifred Fallers (2011). “Joan's two bodies: A study in political anthropology”. 《Social Research》 78 (2): 307–324. doi:10.1353/sor.2011.0038. JSTOR 23347178. 2021년 12월 17일에 원본 문서에서 보존된 문서. 2021년 12월 24일에 확인함.
- Taylor, Larissa Juliet (2012). “Joan of Arc, the church, and the papacy”. 《The Catholic Historical Review》 98 (2): 217–240. doi:10.1353/cat.2012.0129. JSTOR 23240136. S2CID 154958228. 2022년 1월 12일에 원본 문서에서 보존된 문서. 2022년 1월 12일에 확인함.
- Alberge, Dalya (2015년 12월 27일). “Hot property: ring worn by Joan of Arc up for auction”. 《The Sunday Times》. 2016년 3월 4일에 원본 문서에서 보존된 문서.
- “Joan of Arc ring returns to France after auction sale”. News. 《BBC》. 2016년 3월 4일. 2016년 3월 5일에 원본 문서에서 보존된 문서.
- “The Calendar”. 《The Church of England》 (영어). 2021. 2021년 3월 9일에 원본 문서에서 보존된 문서.
- Daley, Jason (2016년 3월 24일). “French theme park "battles" British government to keep Joan of Arc's ring”. 《Smithsonian Magazine》. 2021년 11월 21일에 원본 문서에서 보존된 문서.
- “Bienvenue sur la site de Domremy-la-pucelle [Welcome to the Domremy-La-Pucelle Website]”. 《Domremy la Pucelle: village Natal de Jaenne d'Arc [Domremy La Pucelle: Birth Village of Joan of Arc]》 (프랑스어). 2021. 2021년 4월 16일에 원본 문서에서 보존된 문서.
- Ghezzi, Burt (2021). “Saint Joan of Arc, 1412–1431”. 《Loyola Press》. 2022년 1월 14일에 원본 문서에서 보존된 문서.
- “History of Burgundy: The Glorious Age of the Dukes of Burgundy”. 《Burgundy Today》. 2012. 2012년 4월 30일에 원본 문서에서 보존된 문서.
- “Joan of Arc Celebrations”. 《Metropolis of Orléans》. 2021. 2021년 5월 16일에 원본 문서에서 보존된 문서.
- Linder, Douglas O. (2017). “Joan of Arc's Abjuration (May 24, 1431)”. 《Famous Trials》. 2017년 7월 2일에 원본 문서에서 보존된 문서.
- Willsher, Kim (2016년 8월 26일). “Joan of Arc ring stays in France after appeal to Queen”. 《The Guardian》. 2016년 8월 27일에 원본 문서에서 보존된 문서.
- Aquinas, Thomas. “Summa Theologiae”. 《newadvent.org》. 2018년 9월 27일에 원본 문서에서 보존된 문서. 2022년 1월 25일에 확인함.
- 《The Trial of Jeanne d'Arc》. 번역 Barrett, Wilfred Philips. New York: Gotham house. 1932. OCLC 1314152. 2016년 8월 18일에 원본 문서에서 보존된 문서.
- Benedict XV (2021). “Divina Disponente”. 《The Holy See》. 2021년 2월 25일에 원본 문서에서 보존된 문서.
- Bréhal, Jean (1893). 〈Livre Quatrième: Texte de la Recollectio〉. 《Jean Bréhal, Grand Inquisiteur de France, et la Réhabilitation of Jeanne D'Arc》 [Jean Bréhal, Grand Inquisitor of France, and the Rehabilitation of Joan of Arc]. By Belon, Marie-Joseph; Balme, François (프랑스어, 라틴어). P. Lethielleux. OCLC 1143025136.
- Pius XI (1922). “Galliam, Ecclesiae filiam” [France, Daughter of the Church]. 《Acta Apostolicae Sedia》 (라틴어) 14 (7): 185–187.
- de Pizan, Christine (1977). “Christine de Pisan: Ditié de Jehanne D'Arc”. 《Jeanne dárc la pucelle》. 번역 Kennedy, Angus J.; Varty, Kenneth. Society for the Study of Mediæval Languages and Literature. 2020년 11월 1일에 원본 문서에서 보존된 문서.
- Quicherat, Jules (1841a). 《Procès de condamnation et de réhabilitation de Jeanne d'Arc, dite La Pucelle》 [The Trials of the Condemnation and Rehabilitation of Joan of Arc, known as The Maid] (라틴어, 프랑스어) I. Renouard. OCLC 310772260.
- Quicherat, Jules (1841b). 《Procès de condamnation et de réhabilitation de Jeanne d'Arc, dite La Pucelle》 [The Trials of the Condemnation and Rehabilitation of Joan of Arc, known as The Maid] (라틴어, 프랑스어) II. Renouard. OCLC 310772267.
- Quicherat, Jules (1845). 《Procès de condamnation et de réhabilitation de Jeanne d'Arc, dite La Pucelle》 [The Trials of the Condemnation and Rehabilitation of Joan of Arc, known as The Maid] (라틴어, 프랑스어) III. Renouard. OCLC 162464167.
- Quicherat, Jules (1847). 《Procès de condamnation et de réhabilitation de Jeanne d'Arc, dite La Pucelle》 [The Trials of the Condemnation and Rehabilitation of Joan of Arc, known as The Maid] (라틴어, 프랑스어) IV. Renouard. OCLC 162464167.
- Quicherat, Jules (1849). 《Procès de condamnation et de réhabilitation de Jeanne d'Arc, dite La Pucelle》 [The Trials of the Condemnation and Rehabilitation of Joan of Arc, known as The Maid] (라틴어, 프랑스어) V. Renouard. OCLC 162464167.
- Rankin, Daniel; Quintal, Claire, 편집. (c. 1500). 《The First Biography of Joan of Arc with the Chronicle Record of a Contemporary Account》 (PDF). OCLC 1153286979. 2011년 7월 9일에 원본 문서 (PDF)에서 보존된 문서.